# Résultats détaillés des élections générales québécoises de 2008
Les résultats des élections générales québécoises de 2008 sont disponibles par parti politique. Vous pouvez aussi consulter les résultats détaillés pour chacune des circonscriptions en naviguant avec les liens du tableau ci-dessous.
| Aller aux circonscriptions d'une région |
| --- |
| Abitibi-Témiscamingue • Bas-Saint-Laurent • Capitale-Nationale • Chaudière-Appalaches • Centre-du-Québec Côte-Nord • Estrie • Gaspésie—Îles-de-la-Madeleine • Laval • Lanaudière • Laurentides • Mauricie • Montérégie • Montréal • Nord-du-Québec • Outaouais • Saguenay—Lac-Saint-Jean • |
| Aller directement à une circonscription |
| Abitibi-Est • Abitibi-Ouest • Acadie • Anjou • Argenteuil • Arthabaska • Beauce-Nord • Beauce-Sud • Beaucharnois • Bellechasse • Berthier • Bertrand • Blainville • Bonaventure • Borduas • Bourassa-Sauvé • Bourget • Brome-Missisquoi • Chambly • Champlain • Chapleau • Charlesbourg • Charlevoix • Châteaugay • Chauveau • Chicoutimi • Chomedey • Chutes-de-la-Chaudière • Crémazie • D'Arcy-McGee • Deux-Montagnes • Drummond • Dubuc • Duplessis • Fabre • Frontenac • Gaspé • Gatineau • Gouin • Groulx • Hochelaga-Maisonneuve • Hull • Huntingdon • Iberville • Îles-de-la-Madeleine • Jacques-Cartier • Jean-Lesage • Jeanne-Mance—Viger • Jean-Talon • Johnson • Joliette • Jonquière • Kamouraska-Témiscouata • Labelle • Lac-Saint-Jean • LaFontaine • La Peltrie • La Pinière • Laporte • La Prairie • L'Assomption • Laurier-Dorion • Laval-des-Rapides • Laviolette • Lévis • Lotbinière • Louis-Hébert • Marguerite-Bourgeoys • Marguerite-D'Youville • Marie-Victorin • Marquette • Maskinongé • Masson • Matane • Matapédia • Mégantic-Compton • Mercier • Milles-Îles • Mirabel • Montmagny-L'Islet • Montmorency • Mont-Royal • Nelligan • Nicolet-Yamaska • Notre-Dame-de-Grâce • Orford • Outremont • Papineau • Pointe-aux-Trembles • Pontiac • Portneuf • Prévost • René-Lévesque • Richelieu • Richmond • Rimouski • Rivière-du-Loup • Robert-Baldwin • Roberval • Rosemont • Rousseau • Rouyn-Noranda—Témiscamingue • Saint-François • Saint-Henri—Sainte-Anne • Saint-Hyacinthe • Saint-Jean • Saint-Laurent • Sainte-Marie—Saint-Jacques • Saint-Maurice • Shefford • Sherbrooke • Soulanges • Taillon • Taschereau • Terrebonne • Trois-Rivières • Ungava • Vachon • Vanier • Vaudreuil • Verchères • Verdun • Viau • Vimont • Westmount—Saint-Louis |

## Résultats
| Partis | Partis                       | Chef                           | Candidats | Sièges | Sièges | Voix      | Voix   | Voix     |
| Partis | Partis                       | Chef                           | Candidats | 2007   | Élus   | Nb        | %      | +/-      |
| --- | ---------------------------- | ------------------------------ | --------- | ------ | ------ | --------- | ------ | -------- |
| | Libéral                      | Jean Charest                   | 125       | 48     | 66     | 1 366 046 | 42,1 % | +9,00 %  |
| | Parti québécois              | Pauline Marois                 | 125       | 36     | 51     | 1 141 751 | 35,2 % | +4,33 %  |
| | Action démocratique          | Mario Dumont                   | 125       | 41     | 7      | 531 358   | 16,4 % | -11,98 % |
| | Québec solidaire             | Amir Khadir et Françoise David | 122       | -      | 1      | 122 618   | 3,8 %  | +0,14 %  |
| | Vert                         | Guy Rainville                  | 80        | -      | -      | 70 393    | 2,2 %  | -1,68 %  |
| | Parti indépendantiste (2008) | Éric Tremblay                  | 19        | -      | -      | 4 227     | 0,1 %  | -        |
| | Marxiste-léniniste           | Pierre Chénier                 | 23        | -      | -      | 2 727     | 0,1 %  | +0,03 %  |
| | Parti durable                | Sébastien Girard               | 1         | -      | -      | 567       | 0 %    | -        |
| | Parti république             | Gilles Paquette                | 1         | -      | -      | 140       | 0 %    | -        |
| | Indépendant                  | Indépendant                    | 30        | -      | -      | 6 506     | 0,2 %  | +0,09 %  |
| Total | Total                        | Total                          | 651       | 125    | 125    | 3 246 333 | 100 %  |          |
| Le taux de participation lors de l'élection était de 57,4 % et 49 581 bulletins ont été rejetés. Il y avait 5 738 811 personnes inscrites sur la liste électorale pour l'élection. |                              |                                |           |        |        |           |        |          |

## Bas-Saint-Laurent
|                                                                                               | Nom                      | Parti               | Nombre de voix | %      | Maj.  |
| --------------------------------------------------------------------------------------------- | ------------------------ | ------------------- | -------------- | ------ | ----- |
|                                                                                               | Claude Béchard (sortant) | Libéral             | 11 048         | 53,7 % | 6 612 |
|                                                                                               | Ian Sénéchal             | Action démocratique | 4 436          | 21,6 % | -     |
|                                                                                               | Michel Forget            | Parti québécois     | 4 351          | 21,1 % | -     |
|                                                                                               | Manon Côté               | Québec solidaire    | 604            | 2,9 %  | -     |
|                                                                                               | Alexie Plourde           | Indépendant         | 134            | 0,7 %  | -     |
| Total                                                                                         | Total                    | Total               | 20 573         | 100 %  |       |
| Le taux de participation lors de l'élection était de 60,6 % et 272 bulletins ont été rejetés. |                          |                     |                |        |       |

- Voir Matane dans la section Gaspésie—Îles-de-la-Madeleine

|                                                                                               | Nom                       | Parti               | Nombre de voix | %      | Maj.  |
| --------------------------------------------------------------------------------------------- | ------------------------- | ------------------- | -------------- | ------ | ----- |
|                                                                                               | Danielle Doyer (sortante) | Parti québécois     | 8 802          | 51,9 % | 2 980 |
|                                                                                               | Jean-Yves Roy             | Libéral             | 5 822          | 34,3 % | -     |
|                                                                                               | Cindy Rousseau            | Action démocratique | 1 942          | 11,4 % | -     |
|                                                                                               | Ève-Lyne Couturier        | Québec solidaire    | 398            | 2,3 %  | -     |
| Total                                                                                         | Total                     | Total               | 16 964         | 100 %  |       |
| Le taux de participation lors de l'élection était de 57,5 % et 232 bulletins ont été rejetés. |                           |                     |                |        |       |

|                                                                                               | Nom                       | Parti               | Nombre de voix | %      | Maj.  |
| --------------------------------------------------------------------------------------------- | ------------------------- | ------------------- | -------------- | ------ | ----- |
|                                                                                               | Irvin Pelletier (sortant) | Parti québécois     | 12 973         | 48,5 % | 3 549 |
|                                                                                               | Raymond Giguère           | Libéral             | 9 424          | 35,2 % | -     |
|                                                                                               | Frédéric Audet            | Action démocratique | 3 410          | 12,7 % | -     |
|                                                                                               | Alain Thibault            | Québec solidaire    | 967            | 3,6 %  | -     |
| Total                                                                                         | Total                     | Total               | 26 774         | 100 %  |       |
| Le taux de participation lors de l'élection était de 62,1 % et 304 bulletins ont été rejetés. |                           |                     |                |        |       |

|                                                                                             | Nom                    | Parti               | Nombre de voix | %      | Maj.  |
| ------------------------------------------------------------------------------------------- | ---------------------- | ------------------- | -------------- | ------ | ----- |
|                                                                                             | Mario Dumont (sortant) | Action démocratique | 11 115         | 51,8 % | 5 320 |
|                                                                                             | Jean-Pierre Rioux      | Libéral             | 5 795          | 27 %   | -     |
|                                                                                             | Stephan Shields        | Parti québécois     | 3 048          | 14,2 % | -     |
|                                                                                             | Victor-Lévy Beaulieu   | Indépendant         | 597            | 2,8 %  | -     |
|                                                                                             | Alain Gagnon           | Vert                | 513            | 2,4 %  | -     |
|                                                                                             | Stacy Larouche         | Québec solidaire    | 400            | 1,9 %  | -     |
| Total                                                                                       | Total                  | Total               | 21 468         | 100 %  |       |
| Le taux de participation lors de l'élection était de 64 % et 273 bulletins ont été rejetés. |                        |                     |                |        |       |

## Saguenay—Lac-Saint-Jean
|                                                                                               | Nom                       | Parti               | Nombre de voix | %      | Maj.  |
| --------------------------------------------------------------------------------------------- | ------------------------- | ------------------- | -------------- | ------ | ----- |
|                                                                                               | Stéphane Bédard (sortant) | Parti québécois     | 13 400         | 46 %   | 1 282 |
|                                                                                               | Joan Simard               | Libéral             | 12 118         | 41,6 % | -     |
|                                                                                               | Jean-Philippe Marin       | Action démocratique | 2 465          | 8,5 %  | -     |
|                                                                                               | Réjean Godin              | Québec solidaire    | 1 174          | 4 %    | -     |
| Total                                                                                         | Total                     | Total               | 29 157         | 100 %  |       |
| Le taux de participation lors de l'élection était de 63,7 % et 404 bulletins ont été rejetés. |                           |                     |                |        |       |

|                                                                                               | Nom                      | Parti               | Nombre de voix | %      | Maj. |
| --------------------------------------------------------------------------------------------- | ------------------------ | ------------------- | -------------- | ------ | ---- |
|                                                                                               | Serge Simard             | Libéral             | 9 695          | 42,8 % | 424  |
|                                                                                               | André Michaud            | Parti québécois     | 9 271          | 40,9 % | -    |
|                                                                                               | Robert Émond             | Action démocratique | 2 789          | 12,3 % | -    |
|                                                                                               | Marie Francine Bienvenue | Québec solidaire    | 708            | 3,1 %  | -    |
|                                                                                               | Fernand Bouchard         | Indépendant         | 199            | 0,9 %  | -    |
| Total                                                                                         | Total                    | Total               | 22 662         | 100 %  |      |
| Le taux de participation lors de l'élection était de 60,6 % et 354 bulletins ont été rejetés. |                          |                     |                |        |      |

|                                                                                               | Nom                          | Parti               | Nombre de voix | %      | Maj.  |
| --------------------------------------------------------------------------------------------- | ---------------------------- | ------------------- | -------------- | ------ | ----- |
|                                                                                               | Sylvain Gaudreault (sortant) | Parti québécois     | 13 077         | 47,7 % | 2 710 |
|                                                                                               | Martine Girard               | Libéral             | 10 367         | 37,8 % | -     |
|                                                                                               | Marc Jomphe                  | Action démocratique | 2 913          | 10,6 % | -     |
|                                                                                               | Gabrielle Desbiens           | Québec solidaire    | 1 068          | 3,9 %  | -     |
| Total                                                                                         | Total                        | Total               | 27 425         | 100 %  |       |
| Le taux de participation lors de l'élection était de 62,5 % et 470 bulletins ont été rejetés. |                              |                     |                |        |       |

|                                                                                               | Nom                          | Parti               | Nombre de voix | %      | Maj.  |
| --------------------------------------------------------------------------------------------- | ---------------------------- | ------------------- | -------------- | ------ | ----- |
|                                                                                               | Alexandre Cloutier (sortant) | Parti québécois     | 14 536         | 55,6 % | 6 711 |
|                                                                                               | Pierre Simard                | Libéral             | 7 825          | 29,9 % | -     |
|                                                                                               | Sylvain Carbonneau           | Action démocratique | 2 764          | 10,6 % | -     |
|                                                                                               | Samuel Thivierge             | Québec solidaire    | 527            | 2 %    | -     |
|                                                                                               | France Bergeron              | Vert                | 483            | 1,8 %  | -     |
| Total                                                                                         | Total                        | Total               | 26 135         | 100 %  |       |
| Le taux de participation lors de l'élection était de 63,2 % et 328 bulletins ont été rejetés. |                              |                     |                |        |       |

|                                                                                               | Nom                      | Parti               | Nombre de voix | %      | Maj.  |
| --------------------------------------------------------------------------------------------- | ------------------------ | ------------------- | -------------- | ------ | ----- |
|                                                                                               | Denis Trottier (sortant) | Parti québécois     | 12 522         | 46,4 % | 1 825 |
|                                                                                               | Georges Simard           | Libéral             | 10 697         | 39,7 % | -     |
|                                                                                               | Jacques Cadieux          | Action démocratique | 2 630          | 9,7 %  | -     |
|                                                                                               | Sébastien Girard         | Parti durable       | 567            | 2,1 %  | -     |
|                                                                                               | Nicole Schmitt           | Québec solidaire    | 561            | 2,1 %  | -     |
| Total                                                                                         | Total                    | Total               | 26 977         | 100 %  |       |
| Le taux de participation lors de l'élection était de 60,6 % et 278 bulletins ont été rejetés. |                          |                     |                |        |       |

## Capitale-Nationale
|                                                                                               | Nom                             | Parti               | Nombre de voix | %      | Maj.  |
| --------------------------------------------------------------------------------------------- | ------------------------------- | ------------------- | -------------- | ------ | ----- |
|                                                                                               | Michel Pigeon                   | Libéral             | 14 196         | 42,4 % | 4 382 |
|                                                                                               | Catherine Morissette (sortante) | Action démocratique | 9 814          | 29,3 % | -     |
|                                                                                               | Renaud Lapierre                 | Parti québécois     | 8 449          | 25,2 % | -     |
|                                                                                               | Martine Sanfaçon                | Québec solidaire    | 1 053          | 3,1 %  | -     |
| Total                                                                                         | Total                           | Total               | 33 512         | 100 %  |       |
| Le taux de participation lors de l'élection était de 65,8 % et 443 bulletins ont été rejetés. |                                 |                     |                |        |       |

|                                                                                             | Nom                       | Parti               | Nombre de voix | %      | Maj.  |
| ------------------------------------------------------------------------------------------- | ------------------------- | ------------------- | -------------- | ------ | ----- |
|                                                                                             | Pauline Marois (sortante) | Parti québécois     | 10 510         | 52,2 % | 4 269 |
|                                                                                             | Jean Luc Simard           | Libéral             | 6 241          | 31 %   | -     |
|                                                                                             | Mark Cardwell             | Action démocratique | 2 560          | 12,7 % | -     |
|                                                                                             | André Jacob               | Québec solidaire    | 343            | 1,7 %  | -     |
|                                                                                             | David Turcotte            | Vert                | 325            | 1,6 %  | -     |
|                                                                                             | Jean-Michel Harvey        | Indépendant         | 150            | 0,7 %  | -     |
| Total                                                                                       | Total                     | Total               | 20 129         | 100 %  |       |
| Le taux de participation lors de l'élection était de 61 % et 190 bulletins ont été rejetés. |                           |                     |                |        |       |

|                                                                                               | Nom             | Parti               | Nombre de voix | %      | Maj.  |
| --------------------------------------------------------------------------------------------- | --------------- | ------------------- | -------------- | ------ | ----- |
|                                                                                               | Gérard Deltell  | Action démocratique | 14 029         | 42,8 % | 2 605 |
|                                                                                               | Sarah Perreault | Libéral             | 11 424         | 34,8 % | -     |
|                                                                                               | François Aumond | Parti québécois     | 6 559          | 20 %   | -     |
|                                                                                               | Catherine Flynn | Québec solidaire    | 801            | 2,4 %  | -     |
| Total                                                                                         | Total           | Total               | 32 813         | 100 %  |       |
| Le taux de participation lors de l'élection était de 61,6 % et 379 bulletins ont été rejetés. |                 |                     |                |        |       |

|                                                                                               | Nom                              | Parti               | Nombre de voix | %      | Maj.  |
| --------------------------------------------------------------------------------------------- | -------------------------------- | ------------------- | -------------- | ------ | ----- |
|                                                                                               | André Drolet                     | Libéral             | 11 674         | 41,7 % | 4 203 |
|                                                                                               | Hélène Guillemette               | Parti québécois     | 7 471          | 26,7 % | -     |
|                                                                                               | Jean-François Gosselin (sortant) | Action démocratique | 7 307          | 26,1 % | -     |
|                                                                                               | Jean-Yves Desgagnés              | Québec solidaire    | 1 238          | 4,4 %  | -     |
|                                                                                               | José Breton                      | Indépendant         | 316            | 1,1 %  | -     |
| Total                                                                                         | Total                            | Total               | 28 006         | 100 %  |       |
| Le taux de participation lors de l'élection était de 58,6 % et 453 bulletins ont été rejetés. |                                  |                     |                |        |       |

|                                                                                               | Nom                   | Parti               | Nombre de voix | %      | Maj.  |
| --------------------------------------------------------------------------------------------- | --------------------- | ------------------- | -------------- | ------ | ----- |
|                                                                                               | Yves Bolduc (sortant) | Libéral             | 13 853         | 49,7 % | 4 861 |
|                                                                                               | Neko Likongo          | Parti québécois     | 8 992          | 32,3 % | -     |
|                                                                                               | Martin Briand         | Action démocratique | 2 546          | 9,1 %  | -     |
|                                                                                               | Marc-André Gauthier   | Québec solidaire    | 1 409          | 5,1 %  | -     |
|                                                                                               | Nathalie Gingras      | Vert                | 1 065          | 3,8 %  | -     |
| Total                                                                                         | Total                 | Total               | 27 865         | 100 %  |       |
| Le taux de participation lors de l'élection était de 69,1 % et 283 bulletins ont été rejetés. |                       |                     |                |        |       |

|                                                                                               | Nom                  | Parti               | Nombre de voix | %      | Maj. |
| --------------------------------------------------------------------------------------------- | -------------------- | ------------------- | -------------- | ------ | ---- |
|                                                                                               | Éric Caire (sortant) | Action démocratique | 13 461         | 39,2 % | 436  |
|                                                                                               | France Hamel         | Libéral             | 13 025         | 37,9 % | -    |
|                                                                                               | France Gagné         | Parti québécois     | 6 988          | 20,3 % | -    |
|                                                                                               | Guillaume Boivin     | Québec solidaire    | 888            | 2,6 %  | -    |
| Total                                                                                         | Total                | Total               | 34 362         | 100 %  |      |
| Le taux de participation lors de l'élection était de 65,4 % et 462 bulletins ont été rejetés. |                      |                     |                |        |      |

|                                                                                               | Nom                 | Parti               | Nombre de voix | %      | Maj.  |
| --------------------------------------------------------------------------------------------- | ------------------- | ------------------- | -------------- | ------ | ----- |
|                                                                                               | Sam Hamad (sortant) | Libéral             | 17 650         | 48,8 % | 7 137 |
|                                                                                               | Françoise Mercure   | Parti québécois     | 10 513         | 29,1 % | -     |
|                                                                                               | Jean Nobert         | Action démocratique | 5 872          | 16,3 % | -     |
|                                                                                               | Carl Lavoie         | Vert                | 1 068          | 3 %    | -     |
|                                                                                               | Dominique Gautron   | Québec solidaire    | 1 031          | 2,9 %  | -     |
| Total                                                                                         | Total               | Total               | 36 134         | 100 %  |       |
| Le taux de participation lors de l'élection était de 70,3 % et 376 bulletins ont été rejetés. |                     |                     |                |        |       |

|                                                                                               | Nom                     | Parti                        | Nombre de voix | %      | Maj.  |
| --------------------------------------------------------------------------------------------- | ----------------------- | ---------------------------- | -------------- | ------ | ----- |
|                                                                                               | Raymond Bernier         | Libéral                      | 12 536         | 36,5 % | 1 101 |
|                                                                                               | Hubert Benoit (sortant) | Action démocratique          | 11 435         | 33,3 % | -     |
|                                                                                               | Jacques Nadeau          | Parti québécois              | 8 788          | 25,6 % | -     |
|                                                                                               | Lucie Charbonneau       | Québec solidaire             | 711            | 2,1 %  | -     |
|                                                                                               | Jacques Legros          | Vert                         | 690            | 2 %    | -     |
|                                                                                               | Luc Duranleau           | Parti indépendantiste (2008) | 153            | 0,4 %  | -     |
| Total                                                                                         | Total                   | Total                        | 34 313         | 100 %  |       |
| Le taux de participation lors de l'élection était de 64,5 % et 414 bulletins ont été rejetés. |                         |                              |                |        |       |

|                                                                                               | Nom                         | Parti               | Nombre de voix | %      | Maj.  |
| --------------------------------------------------------------------------------------------- | --------------------------- | ------------------- | -------------- | ------ | ----- |
|                                                                                               | Michel Matte                | Libéral             | 11 205         | 39,6 % | 1 706 |
|                                                                                               | Raymond Francoeur (sortant) | Action démocratique | 9 499          | 33,6 % | -     |
|                                                                                               | René Perreault              | Parti québécois     | 6 631          | 23,5 % | -     |
|                                                                                               | André Lavoie                | Québec solidaire    | 938            | 3,3 %  | -     |
| Total                                                                                         | Total                       | Total               | 28 273         | 100 %  |       |
| Le taux de participation lors de l'élection était de 63,6 % et 548 bulletins ont été rejetés. |                             |                     |                |        |       |

|                                                                                             | Nom                      | Parti                        | Nombre de voix | %      | Maj.  |
| ------------------------------------------------------------------------------------------- | ------------------------ | ---------------------------- | -------------- | ------ | ----- |
|                                                                                             | Agnès Maltais (sortante) | Parti québécois              | 11 768         | 44,2 % | 3 923 |
|                                                                                             | Hébert Dufour            | Libéral                      | 7 845          | 29,5 % | -     |
|                                                                                             | Renée-Claude Lizotte     | Action démocratique          | 3 563          | 13,4 % | -     |
|                                                                                             | Serge Roy                | Québec solidaire             | 2 241          | 8,4 %  | -     |
|                                                                                             | Antonine Yaccarini       | Vert                         | 1 048          | 3,9 %  | -     |
|                                                                                             | Mélanie Thériault        | Parti indépendantiste (2008) | 149            | 0,6 %  | -     |
| Total                                                                                       | Total                    | Total                        | 26 614         | 100 %  |       |
| Le taux de participation lors de l'élection était de 57 % et 388 bulletins ont été rejetés. |                          |                              |                |        |       |

|                                                                                               | Nom                      | Parti               | Nombre de voix | %      | Maj. |
| --------------------------------------------------------------------------------------------- | ------------------------ | ------------------- | -------------- | ------ | ---- |
|                                                                                               | Patrick Huot             | Libéral             | 13 077         | 38,3 % | 469  |
|                                                                                               | Sylvain Légaré (sortant) | Action démocratique | 12 608         | 36,9 % | -    |
|                                                                                               | Éric Boucher             | Parti québécois     | 7 521          | 22 %   | -    |
|                                                                                               | Monique Voisine          | Québec solidaire    | 932            | 2,7 %  | -    |
| Total                                                                                         | Total                    | Total               | 34 138         | 100 %  |      |
| Le taux de participation lors de l'élection était de 62,2 % et 486 bulletins ont été rejetés. |                          |                     |                |        |      |

## Mauricie
|                                                                                               | Nom                           | Parti               | Nombre de voix | %      | Maj.  |
| --------------------------------------------------------------------------------------------- | ----------------------------- | ------------------- | -------------- | ------ | ----- |
|                                                                                               | Noëlla Champagne              | Parti québécois     | 12 317         | 41 %   | 2 024 |
|                                                                                               | Pierre-Michel Auger (sortant) | Libéral             | 10 293         | 34,2 % | -     |
|                                                                                               | Luc Arvisais                  | Action démocratique | 6 582          | 21,9 % | -     |
|                                                                                               | Myriam Fauteux                | Québec solidaire    | 654            | 2,2 %  | -     |
|                                                                                               | Jean-Pierre Grenier           | Indépendant         | 211            | 0,7 %  | -     |
| Total                                                                                         | Total                         | Total               | 30 057         | 100 %  |       |
| Le taux de participation lors de l'élection était de 64,4 % et 526 bulletins ont été rejetés. |                               |                     |                |        |       |

|                                                                                               | Nom                     | Parti               | Nombre de voix | %      | Maj.  |
| --------------------------------------------------------------------------------------------- | ----------------------- | ------------------- | -------------- | ------ | ----- |
|                                                                                               | Julie Boulet (sortante) | Libéral             | 11 667         | 59,1 % | 6 224 |
|                                                                                               | Claude Lessard          | Parti québécois     | 5 443          | 27,6 % | -     |
|                                                                                               | Éric Tapps              | Action démocratique | 2 127          | 10,8 % | -     |
|                                                                                               | Rémi Francoeur          | Québec solidaire    | 517            | 2,6 %  | -     |
| Total                                                                                         | Total                   | Total               | 19 754         | 100 %  |       |
| Le taux de participation lors de l'élection était de 58,7 % et 306 bulletins ont été rejetés. |                         |                     |                |        |       |

|                                                                                               | Nom                       | Parti               | Nombre de voix | %      | Maj.  |
| --------------------------------------------------------------------------------------------- | ------------------------- | ------------------- | -------------- | ------ | ----- |
|                                                                                               | Jean-Paul Diamond         | Libéral             | 13 429         | 42,3 % | 2 441 |
|                                                                                               | Rémy Desilets             | Parti québécois     | 10 988         | 34,6 % | -     |
|                                                                                               | Jean Damphousse (sortant) | Action démocratique | 6 259          | 19,7 % | -     |
|                                                                                               | Mariannick Mercure        | Québec solidaire    | 708            | 2,2 %  | -     |
|                                                                                               | Michel Thibeault          | Indépendant         | 397            | 1,2 %  | -     |
| Total                                                                                         | Total                     | Total               | 31 781         | 100 %  |       |
| Le taux de participation lors de l'élection était de 64,2 % et 493 bulletins ont été rejetés. |                           |                     |                |        |       |

- Voir Portneuf dans la section Capitale-Nationale

|                                                                                               | Nom                        | Parti               | Nombre de voix | %      | Maj. |
| --------------------------------------------------------------------------------------------- | -------------------------- | ------------------- | -------------- | ------ | ---- |
|                                                                                               | Claude Pinard              | Parti québécois     | 8 835          | 41,4 % | 653  |
|                                                                                               | Céline Trépanier           | Libéral             | 8 182          | 38,3 % | -    |
|                                                                                               | Robert Deschamps (sortant) | Action démocratique | 3 161          | 14,8 % | -    |
|                                                                                               | Stéphane Normandin         | Vert                | 449            | 2,1 %  | -    |
|                                                                                               | Allison Molesworth         | Québec solidaire    | 432            | 2 %    | -    |
|                                                                                               | Yves Demers                | Indépendant         | 279            | 1,3 %  | -    |
| Total                                                                                         | Total                      | Total               | 21 338         | 100 %  |      |
| Le taux de participation lors de l'élection était de 59,5 % et 428 bulletins ont été rejetés. |                            |                     |                |        |      |

|                                                                                               | Nom                        | Parti               | Nombre de voix | %      | Maj. |
| --------------------------------------------------------------------------------------------- | -------------------------- | ------------------- | -------------- | ------ | ---- |
|                                                                                               | Danielle St-Amand          | Libéral             | 9 129          | 40,1 % | 960  |
|                                                                                               | Yves St-Pierre             | Parti québécois     | 8 169          | 35,9 % | -    |
|                                                                                               | Sébastien Proulx (sortant) | Action démocratique | 4 241          | 18,6 % | -    |
|                                                                                               | Alex Noël                  | Québec solidaire    | 714            | 3,1 %  | -    |
|                                                                                               | Louis Lacroix              | Vert                | 515            | 2,3 %  | -    |
| Total                                                                                         | Total                      | Total               | 22 768         | 100 %  |      |
| Le taux de participation lors de l'élection était de 60,5 % et 333 bulletins ont été rejetés. |                            |                     |                |        |      |

## Estrie
|                                                                                               | Nom                       | Parti               | Nombre de voix | %      | Maj.  |
| --------------------------------------------------------------------------------------------- | ------------------------- | ------------------- | -------------- | ------ | ----- |
|                                                                                               | Pierre Paradis (sortant)  | Libéral             | 15 006         | 49,2 % | 6 681 |
|                                                                                               | Richard Leclerc           | Parti québécois     | 8 325          | 27,3 % | -     |
|                                                                                               | Mario Charpentier         | Action démocratique | 5 073          | 16,6 % | -     |
|                                                                                               | Louise Martineau          | Vert                | 1 012          | 3,3 %  | -     |
|                                                                                               | Diane Cormier             | Québec solidaire    | 884            | 2,9 %  | -     |
|                                                                                               | Jacques-Antoine Normandin | Indépendant         | 173            | 0,6 %  | -     |
| Total                                                                                         | Total                     | Total               | 30 473         | 100 %  |       |
| Le taux de participation lors de l'élection était de 60,4 % et 480 bulletins ont été rejetés. |                           |                     |                |        |       |

- Voir Johnson dans la section Montérégie

|                                                                                               | Nom                         | Parti               | Nombre de voix | %      | Maj.  |
| --------------------------------------------------------------------------------------------- | --------------------------- | ------------------- | -------------- | ------ | ----- |
|                                                                                               | Johanne Gonthier (sortante) | Libéral             | 9 204          | 45,1 % | 2 034 |
|                                                                                               | Gloriane Blais              | Parti québécois     | 7 170          | 35,1 % | -     |
|                                                                                               | Samuel Therrien             | Action démocratique | 3 268          | 16 %   | -     |
|                                                                                               | Julie Dionne                | Québec solidaire    | 769            | 3,8 %  | -     |
| Total                                                                                         | Total                       | Total               | 20 411         | 100 %  |       |
| Le taux de participation lors de l'élection était de 60,7 % et 321 bulletins ont été rejetés. |                             |                     |                |        |       |

|                                                                                               | Nom                   | Parti               | Nombre de voix | %      | Maj.  |
| --------------------------------------------------------------------------------------------- | --------------------- | ------------------- | -------------- | ------ | ----- |
|                                                                                               | Pierre Reid (sortant) | Libéral             | 14 709         | 43,4 % | 2 193 |
|                                                                                               | Michel Breton         | Parti québécois     | 12 516         | 36,9 % | -     |
|                                                                                               | Pierre Harvey         | Action démocratique | 4 516          | 13,3 % | -     |
|                                                                                               | Patricia Tremblay     | Québec solidaire    | 1 128          | 3,3 %  | -     |
|                                                                                               | Louis Hamel           | Vert                | 1 026          | 3 %    | -     |
| Total                                                                                         | Total                 | Total               | 33 895         | 100 %  |       |
| Le taux de participation lors de l'élection était de 61,7 % et 425 bulletins ont été rejetés. |                       |                     |                |        |       |

- Voir Richmond dans la section Centre-du-Québec

|                                                                                               | Nom                                | Parti               | Nombre de voix | %      | Maj.  |
| --------------------------------------------------------------------------------------------- | ---------------------------------- | ------------------- | -------------- | ------ | ----- |
|                                                                                               | Monique Gagnon-Tremblay (sortante) | Libéral             | 13 172         | 46,7 % | 1 346 |
|                                                                                               | Réjean Hébert                      | Parti québécois     | 11 826         | 41,9 % | -     |
|                                                                                               | Vincent Marmion                    | Action démocratique | 2 240          | 7,9 %  | -     |
|                                                                                               | Sandy Tremblay                     | Québec solidaire    | 769            | 2,7 %  | -     |
|                                                                                               | François Mailly                    | Indépendant         | 210            | 0,7 %  | -     |
| Total                                                                                         | Total                              | Total               | 28 217         | 100 %  |       |
| Le taux de participation lors de l'élection était de 62,6 % et 383 bulletins ont été rejetés. |                                    |                     |                |        |       |

|                                                                                               | Nom                    | Parti               | Nombre de voix | %      | Maj.  |
| --------------------------------------------------------------------------------------------- | ---------------------- | ------------------- | -------------- | ------ | ----- |
|                                                                                               | Jean Charest (sortant) | Libéral             | 13 694         | 45,2 % | 2 314 |
|                                                                                               | Laurent-Paul Maheux    | Parti québécois     | 11 380         | 37,6 % | -     |
|                                                                                               | Jacques Joly           | Action démocratique | 2 074          | 6,9 %  | -     |
|                                                                                               | Christian Bibeau       | Québec solidaire    | 1 948          | 6,4 %  | -     |
|                                                                                               | Steve Dubois           | Vert                | 1 016          | 3,4 %  | -     |
|                                                                                               | Hubert Richard         | Indépendant         | 158            | 0,5 %  | -     |
| Total                                                                                         | Total                  | Total               | 30 270         | 100 %  |       |
| Le taux de participation lors de l'élection était de 62,6 % et 405 bulletins ont été rejetés. |                        |                     |                |        |       |

## Montréal
|                                                                                               | Nom                               | Parti               | Nombre de voix | %      | Maj.   |
| --------------------------------------------------------------------------------------------- | --------------------------------- | ------------------- | -------------- | ------ | ------ |
|                                                                                               | Christine Saint-Pierre (sortante) | Libéral             | 15 145         | 67,2 % | 10 427 |
|                                                                                               | Marc-André Nolet                  | Parti québécois     | 4 718          | 20,9 % | -      |
|                                                                                               | Ahamed Badawy                     | Action démocratique | 982            | 4,4 %  | -      |
|                                                                                               | André Parizeau                    | Québec solidaire    | 958            | 4,2 %  | -      |
|                                                                                               | Nicolas Rémillard-Tessier         | Vert                | 747            | 3,3 %  | -      |
| Total                                                                                         | Total                             | Total               | 22 550         | 100 %  |        |
| Le taux de participation lors de l'élection était de 46,9 % et 304 bulletins ont été rejetés. |                                   |                     |                |        |        |

|                                                                                               | Nom                       | Parti               | Nombre de voix | %      | Maj.  |
| --------------------------------------------------------------------------------------------- | ------------------------- | ------------------- | -------------- | ------ | ----- |
|                                                                                               | Lise Thériault (sortante) | Libéral             | 13 082         | 50,4 % | 4 152 |
|                                                                                               | Sébastien Richard         | Parti québécois     | 8 930          | 34,4 % | -     |
|                                                                                               | Jacques Lachapelle        | Action démocratique | 2 252          | 8,7 %  | -     |
|                                                                                               | Francine Gagné            | Québec solidaire    | 944            | 3,6 %  | -     |
|                                                                                               | Sylvie Morneau            | Vert                | 727            | 2,8 %  | -     |
| Total                                                                                         | Total                     | Total               | 25 935         | 100 %  |       |
| Le taux de participation lors de l'élection était de 58,9 % et 385 bulletins ont été rejetés. |                           |                     |                |        |       |

|                                                                                               | Nom                       | Parti               | Nombre de voix | %      | Maj.  |
| --------------------------------------------------------------------------------------------- | ------------------------- | ------------------- | -------------- | ------ | ----- |
|                                                                                               | Line Beauchamp (sortante) | Libéral             | 13 950         | 61,3 % | 7 839 |
|                                                                                               | Roland Carrier            | Parti québécois     | 6 111          | 26,9 % | -     |
|                                                                                               | Guy Mailloux              | Action démocratique | 1 947          | 8,6 %  | -     |
|                                                                                               | Enrico Gambardella        | Québec solidaire    | 738            | 3,2 %  | -     |
| Total                                                                                         | Total                     | Total               | 22 746         | 100 %  |       |
| Le taux de participation lors de l'élection était de 47,7 % et 471 bulletins ont été rejetés. |                           |                     |                |        |       |

|                                                                                               | Nom                  | Parti                        | Nombre de voix | %      | Maj.  |
| --------------------------------------------------------------------------------------------- | -------------------- | ---------------------------- | -------------- | ------ | ----- |
|                                                                                               | Maka Kotto (sortant) | Parti québécois              | 13 007         | 50,2 % | 5 023 |
|                                                                                               | Pierre Mac Nicoll    | Libéral                      | 7 984          | 30,8 % | -     |
|                                                                                               | Guy Boutin           | Action démocratique          | 2 677          | 10,3 % | -     |
|                                                                                               | Gaétan Legault       | Québec solidaire             | 1 180          | 4,6 %  | -     |
|                                                                                               | Gilbert Caron        | Vert                         | 939            | 3,6 %  | -     |
|                                                                                               | Antonis Labbé        | Parti indépendantiste (2008) | 127            | 0,5 %  | -     |
| Total                                                                                         | Total                | Total                        | 25 914         | 100 %  |       |
| Le taux de participation lors de l'élection était de 55,6 % et 439 bulletins ont été rejetés. |                      |                              |                |        |       |

|                                                                                               | Nom                         | Parti               | Nombre de voix | %      | Maj.  |
| --------------------------------------------------------------------------------------------- | --------------------------- | ------------------- | -------------- | ------ | ----- |
|                                                                                               | Lisette Lapointe (sortante) | Parti québécois     | 12 972         | 45,1 % | 1 412 |
|                                                                                               | Martin Cossette             | Libéral             | 11 560         | 40,2 % | -     |
|                                                                                               | Diane Charbonneau           | Action démocratique | 1 808          | 6,3 %  | -     |
|                                                                                               | André Frappier              | Québec solidaire    | 1 627          | 5,7 %  | -     |
|                                                                                               | Daniel Hémond               | Vert                | 776            | 2,7 %  | -     |
| Total                                                                                         | Total                       | Total               | 28 743         | 100 %  |       |
| Le taux de participation lors de l'élection était de 62,3 % et 425 bulletins ont été rejetés. |                             |                     |                |        |       |

|                                                                                               | Nom                           | Parti               | Nombre de voix | %      | Maj.   |
| --------------------------------------------------------------------------------------------- | ----------------------------- | ------------------- | -------------- | ------ | ------ |
|                                                                                               | Lawrence S. Bergman (sortant) | Libéral             | 14 087         | 88,7 % | 13 421 |
|                                                                                               | Jean-Christophe Mortreux      | Vert                | 666            | 4,2 %  | -      |
|                                                                                               | Marie-Aude Ardizzon           | Parti québécois     | 564            | 3,6 %  | -      |
|                                                                                               | Mathieu Lacombe               | Action démocratique | 292            | 1,8 %  | -      |
|                                                                                               | Abraham Weizfeld              | Québec solidaire    | 264            | 1,7 %  | -      |
| Total                                                                                         | Total                         | Total               | 15 873         | 100 %  |        |
| Le taux de participation lors de l'élection était de 38,9 % et 125 bulletins ont été rejetés. |                               |                     |                |        |        |

|                                                                                             | Nom                      | Parti                        | Nombre de voix | %      | Maj.  |
| ------------------------------------------------------------------------------------------- | ------------------------ | ---------------------------- | -------------- | ------ | ----- |
|                                                                                             | Nicolas Girard (sortant) | Parti québécois              | 10 276         | 41,2 % | 2 329 |
|                                                                                             | Françoise David          | Québec solidaire             | 7 947          | 31,8 % | -     |
|                                                                                             | Édith Keays              | Libéral                      | 4 972          | 19,9 % | -     |
|                                                                                             | Caroline Giroux          | Action démocratique          | 895            | 3,6 %  | -     |
|                                                                                             | Stephen Marchant         | Vert                         | 753            | 3 %    | -     |
|                                                                                             | Jonathan Godin           | Parti indépendantiste (2008) | 110            | 0,4 %  | -     |
| Total                                                                                       | Total                    | Total                        | 24 953         | 100 %  |       |
| Le taux de participation lors de l'élection était de 58 % et 321 bulletins ont été rejetés. |                          |                              |                |        |       |

|                                                                                               | Nom                  | Parti               | Nombre de voix | %      | Maj.  |
| --------------------------------------------------------------------------------------------- | -------------------- | ------------------- | -------------- | ------ | ----- |
|                                                                                               | Carole Poirier       | Parti québécois     | 10 530         | 54,3 % | 6 415 |
|                                                                                               | Julie Tremblay       | Libéral             | 4 115          | 21,2 % | -     |
|                                                                                               | Serge Mongeau        | Québec solidaire    | 2 508          | 12,9 % | -     |
|                                                                                               | Jean-Lévis Champagne | Action démocratique | 1 303          | 6,7 %  | -     |
|                                                                                               | Sylvie Woods         | Vert                | 817            | 4,2 %  | -     |
|                                                                                               | Christine Dandenault | Marxiste-léniniste  | 117            | 0,6 %  | -     |
| Total                                                                                         | Total                | Total               | 19 390         | 100 %  |       |
| Le taux de participation lors de l'élection était de 47,8 % et 317 bulletins ont été rejetés. |                      |                     |                |        |       |

|                                                                                               | Nom                       | Parti               | Nombre de voix | %      | Maj.   |
| --------------------------------------------------------------------------------------------- | ------------------------- | ------------------- | -------------- | ------ | ------ |
|                                                                                               | Geoffrey Kelley (sortant) | Libéral             | 20 433         | 80,9 % | 18 536 |
|                                                                                               | Ryan Young                | Vert                | 1 897          | 7,5 %  | -      |
|                                                                                               | Olivier Gendreau          | Parti québécois     | 1 522          | 6 %    | -      |
|                                                                                               | Marie-Hélène Trudel       | Action démocratique | 969            | 3,8 %  | -      |
|                                                                                               | Marianne Breton Fontaine  | Québec solidaire    | 364            | 1,4 %  | -      |
|                                                                                               | Marsha Fine               | Marxiste-léniniste  | 87             | 0,3 %  | -      |
| Total                                                                                         | Total                     | Total               | 25 272         | 100 %  |        |
| Le taux de participation lors de l'élection était de 52,8 % et 174 bulletins ont été rejetés. |                           |                     |                |        |        |

|                                                                                             | Nom                 | Parti               | Nombre de voix | %     | Maj.   |
| ------------------------------------------------------------------------------------------- | ------------------- | ------------------- | -------------- | ----- | ------ |
|                                                                                             | Filomena Rotiroti   | Libéral             | 16 433         | 73 %  | 13 054 |
|                                                                                             | Christine Normandin | Parti québécois     | 3 379          | 15 %  | -      |
|                                                                                             | Luigi Verrelli      | Action démocratique | 1 726          | 7,7 % | -      |
|                                                                                             | Céline Giguère      | Québec solidaire    | 554            | 2,5 % | -      |
|                                                                                             | Katia Proulx        | Indépendant         | 281            | 1,2 % | -      |
|                                                                                             | Garnet Colly        | Marxiste-léniniste  | 124            | 0,6 % | -      |
| Total                                                                                       | Total               | Total               | 22 497         | 100 % |        |
| Le taux de participation lors de l'élection était de 47 % et 326 bulletins ont été rejetés. |                     |                     |                |       |        |

|                                                                                               | Nom                    | Parti               | Nombre de voix | %      | Maj.   |
| --------------------------------------------------------------------------------------------- | ---------------------- | ------------------- | -------------- | ------ | ------ |
|                                                                                               | Tony Tomassi (sortant) | Libéral             | 14 021         | 69,8 % | 10 181 |
|                                                                                               | Luigi De Benedictis    | Parti québécois     | 3 840          | 19,1 % | -      |
|                                                                                               | Gaetano Giumento       | Action démocratique | 1 306          | 6,5 %  | -      |
|                                                                                               | Gaëtan Berard          | Vert                | 549            | 2,7 %  | -      |
|                                                                                               | Natacha Larocque       | Québec solidaire    | 383            | 1,9 %  | -      |
| Total                                                                                         | Total                  | Total               | 20 099         | 100 %  |        |
| Le taux de participation lors de l'élection était de 51,2 % et 258 bulletins ont été rejetés. |                        |                     |                |        |        |

|                                                                                               | Nom                        | Parti               | Nombre de voix | %      | Maj.  |
| --------------------------------------------------------------------------------------------- | -------------------------- | ------------------- | -------------- | ------ | ----- |
|                                                                                               | Gerry Sklavounos (sortant) | Libéral             | 9 769          | 42,9 % | 2 069 |
|                                                                                               | Badiona Bazin              | Parti québécois     | 7 700          | 33,8 % | -     |
|                                                                                               | Ruba Ghazal                | Québec solidaire    | 2 963          | 13 %   | -     |
|                                                                                               | Michel Lemay               | Vert                | 1 090          | 4,8 %  | -     |
|                                                                                               | Olivier Manceau            | Action démocratique | 943            | 4,1 %  | -     |
|                                                                                               | Peter Macrisopoulos        | Marxiste-léniniste  | 219            | 1 %    | -     |
|                                                                                               | Michel Prairie             | Sans désignation    | 86             | 0,4 %  | -     |
| Total                                                                                         | Total                      | Total               | 22 770         | 100 %  |       |
| Le taux de participation lors de l'élection était de 49,2 % et 385 bulletins ont été rejetés. |                            |                     |                |        |       |

|                                                                                               | Nom                              | Parti               | Nombre de voix | %      | Maj.  |
| --------------------------------------------------------------------------------------------- | -------------------------------- | ------------------- | -------------- | ------ | ----- |
|                                                                                               | Monique Jérôme-Forget (sortante) | Libéral             | 14 490         | 66,2 % | 9 740 |
|                                                                                               | Félix Sylvestre-Kentzinger       | Parti québécois     | 4 750          | 21,7 % | -     |
|                                                                                               | Michel Beaudoin                  | Action démocratique | 1 899          | 8,7 %  | -     |
|                                                                                               | Elena Tapia                      | Québec solidaire    | 752            | 3,4 %  | -     |
| Total                                                                                         | Total                            | Total               | 21 891         | 100 %  |       |
| Le taux de participation lors de l'élection était de 48,1 % et 373 bulletins ont été rejetés. |                                  |                     |                |        |       |

|                                                                                               | Nom                       | Parti               | Nombre de voix | %      | Maj.  |
| --------------------------------------------------------------------------------------------- | ------------------------- | ------------------- | -------------- | ------ | ----- |
|                                                                                               | François Ouimet (sortant) | Libéral             | 13 471         | 56,2 % | 7 020 |
|                                                                                               | Catherine Major           | Parti québécois     | 6 451          | 26,9 % | -     |
|                                                                                               | Marc-Antoine Desjardins   | Action démocratique | 2 062          | 8,6 %  | -     |
|                                                                                               | Réjean Malette            | Vert                | 1 308          | 5,5 %  | -     |
|                                                                                               | Manuel Teigeiro           | Québec solidaire    | 588            | 2,5 %  | -     |
|                                                                                               | Yves Le Seigle            | Marxiste-léniniste  | 86             | 0,4 %  | -     |
| Total                                                                                         | Total                     | Total               | 23 966         | 100 %  |       |
| Le taux de participation lors de l'élection était de 49,1 % et 358 bulletins ont été rejetés. |                           |                     |                |        |       |

|                                                                                             | Nom                   | Parti                        | Nombre de voix | %      | Maj. |
| ------------------------------------------------------------------------------------------- | --------------------- | ---------------------------- | -------------- | ------ | ---- |
|                                                                                             | Amir Khadir           | Québec solidaire             | 8 597          | 37,9 % | 810  |
|                                                                                             | Daniel Turp (sortant) | Parti québécois              | 7 787          | 34,3 % | -    |
|                                                                                             | Catherine Edmond      | Libéral                      | 4 842          | 21,3 % | -    |
|                                                                                             | Olivier Adam          | Vert                         | 818            | 3,6 %  | -    |
|                                                                                             | Élisa Fortin-Toutant  | Action démocratique          | 565            | 2,5 %  | -    |
|                                                                                             | Jean-Marc Labrèche    | Parti indépendantiste (2008) | 83             | 0,4 %  | -    |
| Total                                                                                       | Total                 | Total                        | 22 692         | 100 %  |      |
| Le taux de participation lors de l'élection était de 56 % et 224 bulletins ont été rejetés. |                       |                              |                |        |      |

|                                                                                               | Nom                     | Parti               | Nombre de voix | %      | Maj.   |
| --------------------------------------------------------------------------------------------- | ----------------------- | ------------------- | -------------- | ------ | ------ |
|                                                                                               | Pierre Arcand (sortant) | Libéral             | 12 234         | 76,3 % | 10 378 |
|                                                                                               | Simon-Robert Chartrand  | Parti québécois     | 1 856          | 11,6 % | -      |
|                                                                                               | Mario Bonenfant         | Vert                | 737            | 4,6 %  | -      |
|                                                                                               | Robbie Mahood           | Québec solidaire    | 577            | 3,6 %  | -      |
|                                                                                               | Caroline Morgan         | Action démocratique | 557            | 3,5 %  | -      |
|                                                                                               | Diane Johnston          | Marxiste-léniniste  | 69             | 0,4 %  | -      |
| Total                                                                                         | Total                   | Total               | 16 030         | 100 %  |        |
| Le taux de participation lors de l'élection était de 38,8 % et 207 bulletins ont été rejetés. |                         |                     |                |        |        |

|                                                                                             | Nom                        | Parti               | Nombre de voix | %      | Maj.   |
| ------------------------------------------------------------------------------------------- | -------------------------- | ------------------- | -------------- | ------ | ------ |
|                                                                                             | Yolande James (sortante)   | Libéral             | 18 251         | 72,2 % | 14 595 |
|                                                                                             | Anaïs Valiquette-L'Heureux | Parti québécois     | 3 656          | 14,5 % | -      |
|                                                                                             | Jonathan Théorêt           | Vert                | 1 562          | 6,2 %  | -      |
|                                                                                             | François Savard            | Action démocratique | 1 434          | 5,7 %  | -      |
|                                                                                             | Elahé Machouf              | Québec solidaire    | 379            | 1,5 %  | -      |
| Total                                                                                       | Total                      | Total               | 25 282         | 100 %  |        |
| Le taux de participation lors de l'élection était de 47 % et 224 bulletins ont été rejetés. |                            |                     |                |        |        |

|                                                                                             | Nom                 | Parti               | Nombre de voix | %      | Maj.  |
| ------------------------------------------------------------------------------------------- | ------------------- | ------------------- | -------------- | ------ | ----- |
|                                                                                             | Kathleen Weil       | Libéral             | 11 475         | 68 %   | 9 045 |
|                                                                                             | Peter McQueen       | Vert                | 2 430          | 14,4 % | -     |
|                                                                                             | Fabrice Martel      | Parti québécois     | 2 307          | 13,7 % | -     |
|                                                                                             | Matthew Conway      | Action démocratique | 483            | 2,9 %  | -     |
|                                                                                             | Linda Sullivan      | Marxiste-léniniste  | 124            | 0,7 %  | -     |
|                                                                                             | David Sommer Rovins | Indépendant         | 64             | 0,4 %  | -     |
| Total                                                                                       | Total               | Total               | 16 883         | 100 %  |       |
| Le taux de participation lors de l'élection était de 43 % et 230 bulletins ont été rejetés. |                     |                     |                |        |       |

|                                                                                               | Nom                       | Parti               | Nombre de voix | %      | Maj.  |
| --------------------------------------------------------------------------------------------- | ------------------------- | ------------------- | -------------- | ------ | ----- |
|                                                                                               | Raymond Bachand (sortant) | Libéral             | 10 569         | 54,2 % | 5 649 |
|                                                                                               | Sophie Fréchette          | Parti québécois     | 4 920          | 25,2 % | -     |
|                                                                                               | May Chiu                  | Québec solidaire    | 2 228          | 11,4 % | -     |
|                                                                                               | Maxime Simard             | Vert                | 1 204          | 6,2 %  | -     |
|                                                                                               | Christian Collard         | Action démocratique | 577            | 3 %    | -     |
| Total                                                                                         | Total                     | Total               | 19 498         | 100 %  |       |
| Le taux de participation lors de l'élection était de 48,5 % et 204 bulletins ont été rejetés. |                           |                     |                |        |       |

|                                                                                               | Nom                     | Parti               | Nombre de voix | %      | Maj.  |
| --------------------------------------------------------------------------------------------- | ----------------------- | ------------------- | -------------- | ------ | ----- |
|                                                                                               | Nicole Léger (sortante) | Parti québécois     | 12 851         | 56,9 % | 7 271 |
|                                                                                               | Gilbert Thibodeau       | Libéral             | 5 580          | 24,7 % | -     |
|                                                                                               | Pierre Trudelle         | Action démocratique | 2 535          | 11,2 % | -     |
|                                                                                               | Xavier Daxhelet         | Vert                | 733            | 3,2 %  | -     |
|                                                                                               | Marie Josèphe Pigeon    | Québec solidaire    | 664            | 2,9 %  | -     |
|                                                                                               | Gérald Briand           | Indépendant         | 159            | 0,7 %  | -     |
|                                                                                               | Geneviève Royer         | Marxiste-léniniste  | 77             | 0,3 %  | -     |
| Total                                                                                         | Total                   | Total               | 22 599         | 100 %  |       |
| Le taux de participation lors de l'élection était de 56,7 % et 434 bulletins ont été rejetés. |                         |                     |                |        |       |

|                                                                                               | Nom                     | Parti               | Nombre de voix | %      | Maj.   |
| --------------------------------------------------------------------------------------------- | ----------------------- | ------------------- | -------------- | ------ | ------ |
|                                                                                               | Pierre Marsan (sortant) | Libéral             | 17 078         | 81,1 % | 15 476 |
|                                                                                               | Alexandra Pagé-Chassé   | Parti québécois     | 1 602          | 7,6 %  | -      |
|                                                                                               | Maryse Goulet           | Vert                | 1 059          | 5 %    | -      |
|                                                                                               | Alexandra Lauzon        | Action démocratique | 877            | 4,2 %  | -      |
|                                                                                               | Sarah Landry            | Québec solidaire    | 375            | 1,8 %  | -      |
|                                                                                               | Nicholas Lin            | Marxiste-léniniste  | 74             | 0,4 %  | -      |
| Total                                                                                         | Total                   | Total               | 21 065         | 100 %  |        |
| Le taux de participation lors de l'élection était de 41,5 % et 138 bulletins ont été rejetés. |                         |                     |                |        |        |

|                                                                                               | Nom                | Parti               | Nombre de voix | %      | Maj.  |
| --------------------------------------------------------------------------------------------- | ------------------ | ------------------- | -------------- | ------ | ----- |
|                                                                                               | Louise Beaudoin    | Parti québécois     | 15 220         | 50,7 % | 5 663 |
|                                                                                               | Nathalie Rivard    | Libéral             | 9 557          | 31,8 % | -     |
|                                                                                               | François Saillant  | Québec solidaire    | 2 470          | 8,2 %  | -     |
|                                                                                               | Audrey Serec       | Action démocratique | 1 891          | 6,3 %  | -     |
|                                                                                               | Sylvain Valiquette | Vert                | 816            | 2,7 %  | -     |
|                                                                                               | Stephane Chénier   | Marxiste-léniniste  | 88             | 0,3 %  | -     |
| Total                                                                                         | Total              | Total               | 30 042         | 100 %  |       |
| Le taux de participation lors de l'élection était de 58,7 % et 408 bulletins ont été rejetés. |                    |                     |                |        |       |

|                                                                                               | Nom                         | Parti               | Nombre de voix | %      | Maj.  |
| --------------------------------------------------------------------------------------------- | --------------------------- | ------------------- | -------------- | ------ | ----- |
|                                                                                               | Marguerite Blais (sortante) | Libéral             | 10 552         | 45,8 % | 2 017 |
|                                                                                               | Frédéric Isaya              | Parti québécois     | 8 535          | 37,1 % | -     |
|                                                                                               | Marie-Eve Rancourt          | Québec solidaire    | 1 471          | 6,4 %  | -     |
|                                                                                               | Claude-Ludovic Mbany        | Action démocratique | 1 326          | 5,8 %  | -     |
|                                                                                               | Tim Landry                  | Vert                | 985            | 4,3 %  | -     |
|                                                                                               | Jean-Paul Bédard            | Marxiste-léniniste  | 146            | 0,6 %  | -     |
| Total                                                                                         | Total                       | Total               | 23 015         | 100 %  |       |
| Le taux de participation lors de l'élection était de 44,8 % et 405 bulletins ont été rejetés. |                             |                     |                |        |       |

|                                                                                               | Nom                         | Parti               | Nombre de voix | %      | Maj.   |
| --------------------------------------------------------------------------------------------- | --------------------------- | ------------------- | -------------- | ------ | ------ |
|                                                                                               | Jacques P. Dupuis (sortant) | Libéral             | 15 663         | 74,4 % | 12 158 |
|                                                                                               | Gabrielle Dufour-Turcotte   | Parti québécois     | 3 505          | 16,6 % | -      |
|                                                                                               | Jose Fiorilo                | Action démocratique | 1 009          | 4,8 %  | -      |
|                                                                                               | Bill Sloan                  | Québec solidaire    | 731            | 3,5 %  | -      |
|                                                                                               | Fernand Deschamps           | Marxiste-léniniste  | 147            | 0,7 %  | -      |
| Total                                                                                         | Total                       | Total               | 21 055         | 100 %  |        |
| Le taux de participation lors de l'élection était de 40,9 % et 262 bulletins ont été rejetés. |                             |                     |                |        |        |

|                                                                                               | Nom                    | Parti               | Nombre de voix | %      | Maj.  |
| --------------------------------------------------------------------------------------------- | ---------------------- | ------------------- | -------------- | ------ | ----- |
|                                                                                               | Martin Lemay (sortant) | Parti québécois     | 9 236          | 46,6 % | 3 646 |
|                                                                                               | Éric Prud'Homme        | Libéral             | 5 590          | 28,2 % | -     |
|                                                                                               | Manon Massé            | Québec solidaire    | 3 051          | 15,4 % | -     |
|                                                                                               | Annie Morel            | Vert                | 1 062          | 5,4 %  | -     |
|                                                                                               | Dominic Boisvert       | Action démocratique | 796            | 4 %    | -     |
|                                                                                               | Serge Lachapelle       | Marxiste-léniniste  | 76             | 0,4 %  | -     |
| Total                                                                                         | Total                  | Total               | 19 811         | 100 %  |       |
| Le taux de participation lors de l'élection était de 47,2 % et 282 bulletins ont été rejetés. |                        |                     |                |        |       |

|                                                                                               | Nom                              | Parti               | Nombre de voix | %      | Maj.  |
| --------------------------------------------------------------------------------------------- | -------------------------------- | ------------------- | -------------- | ------ | ----- |
|                                                                                               | Henri-François Gautrin (sortant) | Libéral             | 11 223         | 47,7 % | 2 909 |
|                                                                                               | Richard Langais                  | Parti québécois     | 8 314          | 35,3 % | -     |
|                                                                                               | Mouscou Côté                     | Action démocratique | 1 411          | 6 %    | -     |
|                                                                                               | Chantale Michaud                 | Québec solidaire    | 1 215          | 5,2 %  | -     |
|                                                                                               | Sébastien Beausoleil             | Vert                | 1 087          | 4,6 %  | -     |
|                                                                                               | Sylvie R. Tremblay               | Indépendant         | 216            | 0,9 %  | -     |
|                                                                                               | Robert Lindblad                  | Indépendant         | 61             | 0,3 %  | -     |
| Total                                                                                         | Total                            | Total               | 23 527         | 100 %  |       |
| Le taux de participation lors de l'élection était de 50,6 % et 310 bulletins ont été rejetés. |                                  |                     |                |        |       |

|                                                                                               | Nom                        | Parti               | Nombre de voix | %      | Maj.  |
| --------------------------------------------------------------------------------------------- | -------------------------- | ------------------- | -------------- | ------ | ----- |
|                                                                                               | Emmanuel Dubourg (sortant) | Libéral             | 10 705         | 58,6 % | 5 922 |
|                                                                                               | Martine Banolok            | Parti québécois     | 4 783          | 26,2 % | -     |
|                                                                                               | Martin Fournier            | Action démocratique | 1 186          | 6,5 %  | -     |
|                                                                                               | Rosa Matilde Dutra         | Québec solidaire    | 915            | 5 %    | -     |
|                                                                                               | Michel Cummings            | Vert                | 678            | 3,7 %  | -     |
| Total                                                                                         | Total                      | Total               | 18 267         | 100 %  |       |
| Le taux de participation lors de l'élection était de 44,5 % et 368 bulletins ont été rejetés. |                            |                     |                |        |       |

|                                                                                               | Nom                        | Parti               | Nombre de voix | %      | Maj.  |
| --------------------------------------------------------------------------------------------- | -------------------------- | ------------------- | -------------- | ------ | ----- |
|                                                                                               | Jacques Chagnon (sortant)  | Libéral             | 11 108         | 75,2 % | 9 581 |
|                                                                                               | Daniella Johnson-Meneghini | Parti québécois     | 1 527          | 10,3 % | -     |
|                                                                                               | Patrick Daoust             | Vert                | 1 094          | 7,4 %  | -     |
|                                                                                               | Nadia Alexan               | Québec solidaire    | 615            | 4,2 %  | -     |
|                                                                                               | Léonidas Priftakis         | Action démocratique | 434            | 2,9 %  | -     |
| Total                                                                                         | Total                      | Total               | 14 778         | 100 %  |       |
| Le taux de participation lors de l'élection était de 36,8 % et 130 bulletins ont été rejetés. |                            |                     |                |        |       |

## Outaouais
|                                                                                             | Nom              | Parti               | Nombre de voix | %      | Maj.  |
| ------------------------------------------------------------------------------------------- | ---------------- | ------------------- | -------------- | ------ | ----- |
|                                                                                             | Marc Carrière    | Libéral             | 13 968         | 54,7 % | 7 408 |
|                                                                                             | Yves Morin       | Parti québécois     | 6 560          | 25,7 % | -     |
|                                                                                             | Gilles Taillon   | Action démocratique | 3 194          | 12,5 % | -     |
|                                                                                             | Roger Fleury     | Vert                | 1 032          | 4 %    | -     |
|                                                                                             | Benoit Renaud    | Québec solidaire    | 609            | 2,4 %  | -     |
|                                                                                             | Michel Soucy     | Indépendant         | 118            | 0,5 %  | -     |
|                                                                                             | Pierre Soublière | Marxiste-léniniste  | 51             | 0,2 %  | -     |
| Total                                                                                       | Total            | Total               | 25 532         | 100 %  |       |
| Le taux de participation lors de l'élection était de 48 % et 314 bulletins ont été rejetés. |                  |                     |                |        |       |

|                                                                                               | Nom                         | Parti               | Nombre de voix | %      | Maj.  |
| --------------------------------------------------------------------------------------------- | --------------------------- | ------------------- | -------------- | ------ | ----- |
|                                                                                               | Stéphanie Vallée (sortante) | Libéral             | 14 566         | 59,8 % | 7 399 |
|                                                                                               | Thérèse Viel-Déry           | Parti québécois     | 7 167          | 29,4 % | -     |
|                                                                                               | Serge Charette              | Action démocratique | 2 318          | 9,5 %  | -     |
|                                                                                               | Benoit Legros               | Marxiste-léniniste  | 306            | 1,3 %  | -     |
| Total                                                                                         | Total                       | Total               | 24 357         | 100 %  |       |
| Le taux de participation lors de l'élection était de 49,5 % et 423 bulletins ont été rejetés. |                             |                     |                |        |       |

|                                                                                               | Nom                          | Parti                        | Nombre de voix | %      | Maj.  |
| --------------------------------------------------------------------------------------------- | ---------------------------- | ---------------------------- | -------------- | ------ | ----- |
|                                                                                               | Maryse Gaudreault (sortante) | Libéral                      | 11 651         | 51,3 % | 4 110 |
|                                                                                               | Gilles Aubé                  | Parti québécois              | 7 541          | 33,2 % | -     |
|                                                                                               | Bill Clennett                | Québec solidaire             | 1 994          | 8,8 %  | -     |
|                                                                                               | Renée Gagné                  | Action démocratique          | 1 309          | 5,8 %  | -     |
|                                                                                               | Jean-Roch Villemaire         | Parti indépendantiste (2008) | 134            | 0,6 %  | -     |
|                                                                                               | Gabriel Girard-Bernier       | Marxiste-léniniste           | 97             | 0,4 %  | -     |
| Total                                                                                         | Total                        | Total                        | 22 726         | 100 %  |       |
| Le taux de participation lors de l'élection était de 47,7 % et 317 bulletins ont été rejetés. |                              |                              |                |        |       |

|                                                                                               | Nom                        | Parti               | Nombre de voix | %      | Maj.  |
| --------------------------------------------------------------------------------------------- | -------------------------- | ------------------- | -------------- | ------ | ----- |
|                                                                                               | Norman MacMillan (sortant) | Libéral             | 13 786         | 51,1 % | 5 112 |
|                                                                                               | Gilles Hébert              | Parti québécois     | 8 674          | 32,2 % | -     |
|                                                                                               | Bruno Lemieux              | Action démocratique | 2 825          | 10,5 % | -     |
|                                                                                               | Françoise Breault          | Québec solidaire    | 805            | 3 %    | -     |
|                                                                                               | Patrick Mailloux           | Vert                | 795            | 2,9 %  | -     |
|                                                                                               | Christian-Simon Ferlatte   | Marxiste-léniniste  | 92             | 0,3 %  | -     |
| Total                                                                                         | Total                      | Total               | 26 977         | 100 %  |       |
| Le taux de participation lors de l'élection était de 48,9 % et 309 bulletins ont été rejetés. |                            |                     |                |        |       |

|                                                                                               | Nom                           | Parti               | Nombre de voix | %      | Maj.  |
| --------------------------------------------------------------------------------------------- | ----------------------------- | ------------------- | -------------- | ------ | ----- |
|                                                                                               | Charlotte L'Écuyer (sortante) | Libéral             | 12 960         | 66,1 % | 9 409 |
|                                                                                               | Nathalie Lepage               | Parti québécois     | 3 551          | 18,1 % | -     |
|                                                                                               | Christian Toussaint           | Action démocratique | 1 225          | 6,2 %  | -     |
|                                                                                               | Gail Lemmon Walker            | Vert                | 940            | 4,8 %  | -     |
|                                                                                               | Charmain Levy                 | Québec solidaire    | 809            | 4,1 %  | -     |
|                                                                                               | Lisa Leblanc                  | Marxiste-léniniste  | 123            | 0,6 %  | -     |
| Total                                                                                         | Total                         | Total               | 19 608         | 100 %  |       |
| Le taux de participation lors de l'élection était de 41,4 % et 240 bulletins ont été rejetés. |                               |                     |                |        |       |

## Abitibi-Témiscamingue
|                                                                                               | Nom                          | Parti               | Nombre de voix | %      | Maj. |
| --------------------------------------------------------------------------------------------- | ---------------------------- | ------------------- | -------------- | ------ | ---- |
|                                                                                               | Pierre Corbeil               | Libéral             | 8 942          | 45,7 % | 515  |
|                                                                                               | Alexis Wawanoloath (sortant) | Parti québécois     | 8 427          | 43,1 % | -    |
|                                                                                               | Samuel Dupras-Doroftei       | Action démocratique | 1 742          | 8,9 %  | -    |
|                                                                                               | Lizon Boucher                | Québec solidaire    | 438            | 2,2 %  | -    |
| Total                                                                                         | Total                        | Total               | 19 549         | 100 %  |      |
| Le taux de participation lors de l'élection était de 58,7 % et 256 bulletins ont été rejetés. |                              |                     |                |        |      |

|                                                                                               | Nom                        | Parti                        | Nombre de voix | %      | Maj.  |
| --------------------------------------------------------------------------------------------- | -------------------------- | ---------------------------- | -------------- | ------ | ----- |
|                                                                                               | François Gendron (sortant) | Parti québécois              | 10 597         | 57,3 % | 5 280 |
|                                                                                               | Claude Nelson Morin        | Libéral                      | 5 317          | 28,8 % | -     |
|                                                                                               | Sebastien D'Astous         | Action démocratique          | 2 198          | 11,9 % | -     |
|                                                                                               | Grégory Vézeau             | Parti indépendantiste (2008) | 375            | 2 %    | -     |
| Total                                                                                         | Total                      | Total                        | 18 487         | 100 %  |       |
| Le taux de participation lors de l'élection était de 57,1 % et 258 bulletins ont été rejetés. |                            |                              |                |        |       |

|                                                                                               | Nom                        | Parti               | Nombre de voix | %      | Maj.  |
| --------------------------------------------------------------------------------------------- | -------------------------- | ------------------- | -------------- | ------ | ----- |
|                                                                                               | Daniel Bernard             | Libéral             | 10 358         | 42,3 % | 1 754 |
|                                                                                               | Johanne Morasse (sortante) | Parti québécois     | 8 604          | 35,1 % | -     |
|                                                                                               | Paul-Émile Barbeau         | Action démocratique | 4 111          | 16,8 % | -     |
|                                                                                               | Guy Leclerc                | Québec solidaire    | 1 413          | 5,8 %  | -     |
| Total                                                                                         | Total                      | Total               | 24 486         | 100 %  |       |
| Le taux de participation lors de l'élection était de 57,6 % et 276 bulletins ont été rejetés. |                            |                     |                |        |       |

## Côte-Nord
|                                                                                               | Nom                         | Parti               | Nombre de voix | %      | Maj.  |
| --------------------------------------------------------------------------------------------- | --------------------------- | ------------------- | -------------- | ------ | ----- |
|                                                                                               | Lorraine Richard (sortante) | Parti québécois     | 9 622          | 52,4 % | 3 322 |
|                                                                                               | Pierre Cormier              | Libéral             | 6 300          | 34,3 % | -     |
|                                                                                               | Bernard Lefrancois          | Action démocratique | 1 535          | 8,4 %  | -     |
|                                                                                               | Olivier Noël                | Québec solidaire    | 469            | 2,6 %  | -     |
|                                                                                               | Jacques Gélineau            | Vert                | 454            | 2,5 %  | -     |
| Total                                                                                         | Total                       | Total               | 18 380         | 100 %  |       |
| Le taux de participation lors de l'élection était de 50,3 % et 281 bulletins ont été rejetés. |                             |                     |                |        |       |

|                                                                                               | Nom                        | Parti               | Nombre de voix | %      | Maj.  |
| --------------------------------------------------------------------------------------------- | -------------------------- | ------------------- | -------------- | ------ | ----- |
|                                                                                               | Marjolain Dufour (sortant) | Parti québécois     | 10 748         | 58,4 % | 5 866 |
|                                                                                               | Patrick Sullivan           | Libéral             | 4 882          | 26,5 % | -     |
|                                                                                               | Louis-Olivier Minville     | Action démocratique | 2 250          | 12,2 % | -     |
|                                                                                               | Stéphane Lessard           | Québec solidaire    | 516            | 2,8 %  | -     |
| Total                                                                                         | Total                      | Total               | 18 396         | 100 %  |       |
| Le taux de participation lors de l'élection était de 54,4 % et 225 bulletins ont été rejetés. |                            |                     |                |        |       |

- Voir Ungava dans la section Nord-du-Québec

## Nord-du-Québec
- Voir Duplessis dans la section Côte-Nord

|                                                                                               | Nom                   | Parti               | Nombre de voix | %      | Maj.  |
| --------------------------------------------------------------------------------------------- | --------------------- | ------------------- | -------------- | ------ | ----- |
|                                                                                               | Luc Ferland (sortant) | Parti québécois     | 4 119          | 47,3 % | 1 104 |
|                                                                                               | Pierre Gaudreault     | Libéral             | 3 015          | 34,6 % | -     |
|                                                                                               | Pascal Dion           | Action démocratique | 918            | 10,5 % | -     |
|                                                                                               | Mélanie Dufour        | Québec solidaire    | 439            | 5 %    | -     |
|                                                                                               | Gilbert Hamel         | Indépendant         | 218            | 2,5 %  | -     |
| Total                                                                                         | Total                 | Total               | 8 709          | 100 %  |       |
| Le taux de participation lors de l'élection était de 36,1 % et 123 bulletins ont été rejetés. |                       |                     |                |        |       |

## Gaspésie—Îles-de-la-Madeleine
|                                                                                             | Nom                            | Parti               | Nombre de voix | %      | Maj.  |
| ------------------------------------------------------------------------------------------- | ------------------------------ | ------------------- | -------------- | ------ | ----- |
|                                                                                             | Nathalie Normandeau (sortante) | Libéral             | 10 707         | 64,2 % | 5 863 |
|                                                                                             | Marcel Landry                  | Parti québécois     | 4 844          | 29,1 % | -     |
|                                                                                             | Denise Porlier                 | Action démocratique | 586            | 3,5 %  | -     |
|                                                                                             | Patricia Chartier              | Québec solidaire    | 533            | 3,2 %  | -     |
| Total                                                                                       | Total                          | Total               | 16 670         | 100 %  |       |
| Le taux de participation lors de l'élection était de 58 % et 193 bulletins ont été rejetés. |                                |                     |                |        |       |

|                                                                                               | Nom                  | Parti               | Nombre de voix | %      | Maj.  |
| --------------------------------------------------------------------------------------------- | -------------------- | ------------------- | -------------- | ------ | ----- |
|                                                                                               | Georges Mamelonet    | Libéral             | 8 947          | 56,2 % | 2 662 |
|                                                                                               | Annie Chouinard      | Parti québécois     | 6 285          | 39,5 % | -     |
|                                                                                               | Marcelle Guay        | Action démocratique | 499            | 3,1 %  | -     |
|                                                                                               | Simon Tremblay-Pepin | Québec solidaire    | 175            | 1,1 %  | -     |
| Total                                                                                         | Total                | Total               | 15 906         | 100 %  |       |
| Le taux de participation lors de l'élection était de 58,2 % et 156 bulletins ont été rejetés. |                      |                     |                |        |       |

|                                                                                              | Nom              | Parti               | Nombre de voix | %      | Maj. |
| -------------------------------------------------------------------------------------------- | ---------------- | ------------------- | -------------- | ------ | ---- |
|                                                                                              | Germain Chevarie | Libéral             | 3 510          | 49,9 % | 316  |
|                                                                                              | Jeannine Richard | Parti québécois     | 3 194          | 45,4 % | -    |
|                                                                                              | Nicolas Tremblay | Vert                | 129            | 1,8 %  | -    |
|                                                                                              | Patrick Leblanc  | Action démocratique | 121            | 1,7 %  | -    |
|                                                                                              | Jacques Bourbeau | Québec solidaire    | 87             | 1,2 %  | -    |
| Total                                                                                        | Total            | Total               | 7 041          | 100 %  |      |
| Le taux de participation lors de l'élection était de 66,3 % et 73 bulletins ont été rejetés. |                  |                     |                |        |      |

|                                                                                               | Nom                     | Parti               | Nombre de voix | %      | Maj.  |
| --------------------------------------------------------------------------------------------- | ----------------------- | ------------------- | -------------- | ------ | ----- |
|                                                                                               | Pascal Bérubé (sortant) | Parti québécois     | 9 589          | 58 %   | 4 086 |
|                                                                                               | Éric Plourde            | Libéral             | 5 503          | 33,3 % | -     |
|                                                                                               | Denis Paquette          | Action démocratique | 1 117          | 6,8 %  | -     |
|                                                                                               | Gilles Arteau           | Québec solidaire    | 320            | 1,9 %  | -     |
| Total                                                                                         | Total                   | Total               | 16 529         | 100 %  |       |
| Le taux de participation lors de l'élection était de 59,6 % et 145 bulletins ont été rejetés. |                         |                     |                |        |       |

## Chaudière-Appalaches
|                                                                                               | Nom                       | Parti               | Nombre de voix | %      | Maj.  |
| --------------------------------------------------------------------------------------------- | ------------------------- | ------------------- | -------------- | ------ | ----- |
|                                                                                               | Janvier Grondin (sortant) | Action démocratique | 12 633         | 49,9 % | 3 021 |
|                                                                                               | Richard Lehoux            | Libéral             | 9 612          | 38 %   | -     |
|                                                                                               | Mireille Mercier-Roy      | Parti québécois     | 2 297          | 9,1 %  | -     |
|                                                                                               | Francis Paré              | Vert                | 384            | 1,5 %  | -     |
|                                                                                               | Émilie Guimond-Bélanger   | Québec solidaire    | 264            | 1 %    | -     |
|                                                                                               | Benoît Roy                | Indépendant         | 117            | 0,5 %  | -     |
| Total                                                                                         | Total                     | Total               | 25 307         | 100 %  |       |
| Le taux de participation lors de l'élection était de 63,9 % et 289 bulletins ont été rejetés. |                           |                     |                |        |       |

|                                                                                             | Nom                    | Parti               | Nombre de voix | %      | Maj. |
| ------------------------------------------------------------------------------------------- | ---------------------- | ------------------- | -------------- | ------ | ---- |
|                                                                                             | Robert Dutil           | Libéral             | 12 108         | 43,6 % | 570  |
|                                                                                             | Claude Morin (sortant) | Action démocratique | 11 538         | 41,6 % | -    |
|                                                                                             | André Côté             | Parti québécois     | 2 947          | 10,6 % | -    |
|                                                                                             | Francis Cossette       | Vert                | 536            | 1,9 %  | -    |
|                                                                                             | Anne-Marie Provost     | Québec solidaire    | 315            | 1,1 %  | -    |
|                                                                                             | Léo Doyon              | Indépendant         | 311            | 1,1 %  | -    |
| Total                                                                                       | Total                  | Total               | 27 755         | 100 %  |      |
| Le taux de participation lors de l'élection était de 60 % et 415 bulletins ont été rejetés. |                        |                     |                |        |      |

|                                                                                               | Nom                     | Parti               | Nombre de voix | %      | Maj.  |
| --------------------------------------------------------------------------------------------- | ----------------------- | ------------------- | -------------- | ------ | ----- |
|                                                                                               | Dominique Vien          | Libéral             | 10 530         | 47,7 % | 2 932 |
|                                                                                               | Jean Domingue (sortant) | Action démocratique | 7 598          | 34,4 % | -     |
|                                                                                               | Jerry Beaudoin          | Parti québécois     | 3 450          | 15,6 % | -     |
|                                                                                               | Jean-Nicolas Denis      | Québec solidaire    | 518            | 2,3 %  | -     |
| Total                                                                                         | Total                   | Total               | 22 096         | 100 %  |       |
| Le taux de participation lors de l'élection était de 64,4 % et 289 bulletins ont été rejetés. |                         |                     |                |        |       |

|                                                                                               | Nom                   | Parti               | Nombre de voix | %      | Maj.  |
| --------------------------------------------------------------------------------------------- | --------------------- | ------------------- | -------------- | ------ | ----- |
|                                                                                               | Marc Picard (sortant) | Action démocratique | 15 536         | 44,8 % | 4 879 |
|                                                                                               | Réal St-Laurent       | Libéral             | 10 657         | 30,7 % | -     |
|                                                                                               | Marie Deraîche        | Parti québécois     | 7 437          | 21,4 % | -     |
|                                                                                               | Hélène Côté-Brochu    | Québec solidaire    | 1 070          | 3,1 %  | -     |
| Total                                                                                         | Total                 | Total               | 34 700         | 100 %  |       |
| Le taux de participation lors de l'élection était de 67,2 % et 463 bulletins ont été rejetés. |                       |                     |                |        |       |

|                                                                                               | Nom                       | Parti                        | Nombre de voix | %      | Maj.  |
| --------------------------------------------------------------------------------------------- | ------------------------- | ---------------------------- | -------------- | ------ | ----- |
|                                                                                               | Laurent Lessard (sortant) | Libéral                      | 11 785         | 56,7 % | 6 933 |
|                                                                                               | Juliette Jalbert          | Parti québécois              | 4 852          | 23,3 % | -     |
|                                                                                               | Paul-André Proulx         | Action démocratique          | 3 539          | 17 %   | -     |
|                                                                                               | Claudette Lambert         | Québec solidaire             | 423            | 2 %    | -     |
|                                                                                               | Martin Duranleau          | Parti indépendantiste (2008) | 183            | 0,9 %  | -     |
| Total                                                                                         | Total                     | Total                        | 20 782         | 100 %  |       |
| Le taux de participation lors de l'élection était de 63,6 % et 352 bulletins ont été rejetés. |                           |                              |                |        |       |

- Voir Kamouraska-Témiscouata dans la section Bas-Saint-Laurent

|                                                                                               | Nom                          | Parti               | Nombre de voix | %      | Maj.  |
| --------------------------------------------------------------------------------------------- | ---------------------------- | ------------------- | -------------- | ------ | ----- |
|                                                                                               | Gilles Lehouillier           | Libéral             | 12 646         | 38,6 % | 1 447 |
|                                                                                               | Christian Lévesque (sortant) | Action démocratique | 11 199         | 34,2 % | -     |
|                                                                                               | Jimmy Grenier                | Parti québécois     | 7 438          | 22,7 % | -     |
|                                                                                               | Valérie C. Guilloteau        | Québec solidaire    | 1 438          | 4,4 %  | -     |
| Total                                                                                         | Total                        | Total               | 32 721         | 100 %  |       |
| Le taux de participation lors de l'élection était de 64,1 % et 489 bulletins ont été rejetés. |                              |                     |                |        |       |

|                                                                                             | Nom                   | Parti               | Nombre de voix | %      | Maj.  |
| ------------------------------------------------------------------------------------------- | --------------------- | ------------------- | -------------- | ------ | ----- |
|                                                                                             | Sylvie Roy (sortante) | Action démocratique | 9 659          | 44 %   | 2 082 |
|                                                                                             | Julie Champagne       | Libéral             | 7 577          | 34,5 % | -     |
|                                                                                             | Guy St-Pierre         | Parti québécois     | 4 238          | 19,3 % | -     |
|                                                                                             | Guillaume Dorval      | Québec solidaire    | 488            | 2,2 %  | -     |
| Total                                                                                       | Total                 | Total               | 21 962         | 100 %  |       |
| Le taux de participation lors de l'élection était de 65 % et 368 bulletins ont été rejetés. |                       |                     |                |        |       |

|                                                                                               | Nom                  | Parti               | Nombre de voix | %      | Maj.  |
| --------------------------------------------------------------------------------------------- | -------------------- | ------------------- | -------------- | ------ | ----- |
|                                                                                               | Norbert Morin        | Libéral             | 10 027         | 51,8 % | 4 395 |
|                                                                                               | Claude Roy (sortant) | Action démocratique | 5 632          | 29,1 % | -     |
|                                                                                               | Guy Bélanger         | Parti québécois     | 3 058          | 15,8 % | -     |
|                                                                                               | Richard Piper        | Vert                | 356            | 1,8 %  | -     |
|                                                                                               | Bernard Beaulieu     | Québec solidaire    | 293            | 1,5 %  | -     |
| Total                                                                                         | Total                | Total               | 19 366         | 100 %  |       |
| Le taux de participation lors de l'élection était de 61,3 % et 248 bulletins ont été rejetés. |                      |                     |                |        |       |

- Voir Richmond dans la section Centre-du-Québec

## Laval
|                                                                                               | Nom                     | Parti               | Nombre de voix | %      | Maj.   |
| --------------------------------------------------------------------------------------------- | ----------------------- | ------------------- | -------------- | ------ | ------ |
|                                                                                               | Guy Ouellette (sortant) | Libéral             | 16 702         | 66,1 % | 11 392 |
|                                                                                               | Jonathan Cyr            | Parti québécois     | 5 310          | 21 %   | -      |
|                                                                                               | Josée Granger           | Action démocratique | 1 936          | 7,7 %  | -      |
|                                                                                               | Christian Picard        | Vert                | 625            | 2,5 %  | -      |
|                                                                                               | Francine Bellerose      | Québec solidaire    | 556            | 2,2 %  | -      |
|                                                                                               | Polyvios Tsakanikas     | Marxiste-léniniste  | 133            | 0,5 %  | -      |
| Total                                                                                         | Total                   | Total               | 25 262         | 100 %  |        |
| Le taux de participation lors de l'élection était de 45,2 % et 281 bulletins ont été rejetés. |                         |                     |                |        |        |

|                                                                                               | Nom                            | Parti               | Nombre de voix | %      | Maj.  |
| --------------------------------------------------------------------------------------------- | ------------------------------ | ------------------- | -------------- | ------ | ----- |
|                                                                                               | Michelle Courchesne (sortante) | Libéral             | 15 349         | 45,5 % | 2 924 |
|                                                                                               | François-Gycelain Rocque       | Parti québécois     | 12 425         | 36,8 % | -     |
|                                                                                               | Tom Pentefountas               | Action démocratique | 4 024          | 11,9 % | -     |
|                                                                                               | Erika Alvarez                  | Vert                | 1 021          | 3 %    | -     |
|                                                                                               | Pierre Brien                   | Québec solidaire    | 918            | 2,7 %  | -     |
| Total                                                                                         | Total                          | Total               | 33 737         | 100 %  |       |
| Le taux de participation lors de l'élection était de 57,1 % et 517 bulletins ont été rejetés. |                                |                     |                |        |       |

|                                                                                               | Nom                    | Parti                        | Nombre de voix | %      | Maj.  |
| --------------------------------------------------------------------------------------------- | ---------------------- | ---------------------------- | -------------- | ------ | ----- |
|                                                                                               | Alain Paquet (sortant) | Libéral                      | 11 757         | 44,1 % | 1 365 |
|                                                                                               | Marc Demers            | Parti québécois              | 10 392         | 39 %   | -     |
|                                                                                               | Robert Goulet          | Action démocratique          | 2 722          | 10,2 % | -     |
|                                                                                               | Sylvie Des Rochers     | Québec solidaire             | 766            | 2,9 %  | -     |
|                                                                                               | Nicholas Sarrazin      | Vert                         | 683            | 2,6 %  | -     |
|                                                                                               | Mathieu Desbiens       | Parti indépendantiste (2008) | 150            | 0,6 %  | -     |
|                                                                                               | Jacques Frigon         | Indépendant                  | 112            | 0,4 %  | -     |
|                                                                                               | Yvon Breton            | Marxiste-léniniste           | 96             | 0,4 %  | -     |
| Total                                                                                         | Total                  | Total                        | 26 678         | 100 %  |       |
| Le taux de participation lors de l'élection était de 55,1 % et 382 bulletins ont été rejetés. |                        |                              |                |        |       |

|                                                                                               | Nom                   | Parti               | Nombre de voix | %      | Maj.  |
| --------------------------------------------------------------------------------------------- | --------------------- | ------------------- | -------------- | ------ | ----- |
|                                                                                               | Francine Charbonneau  | Libéral             | 15 628         | 46,8 % | 3 456 |
|                                                                                               | Donato Centomo        | Parti québécois     | 12 172         | 36,4 % | -     |
|                                                                                               | Pierre Tremblay       | Action démocratique | 3 585          | 10,7 % | -     |
|                                                                                               | Maude Delangis        | Vert                | 905            | 2,7 %  | -     |
|                                                                                               | Nicole Bellerose      | Québec solidaire    | 901            | 2,7 %  | -     |
|                                                                                               | Isabelle Gérin-Lajoie | Indépendant         | 186            | 0,6 %  | -     |
|                                                                                               | Régent Millette       | Indépendant         | 44             | 0,1 %  | -     |
| Total                                                                                         | Total                 | Total               | 33 421         | 100 %  |       |
| Le taux de participation lors de l'élection était de 60,7 % et 523 bulletins ont été rejetés. |                       |                     |                |        |       |

|                                                                                               | Nom                       | Parti               | Nombre de voix | %      | Maj.  |
| --------------------------------------------------------------------------------------------- | ------------------------- | ------------------- | -------------- | ------ | ----- |
|                                                                                               | Vincent Auclair (sortant) | Libéral             | 16 217         | 47,8 % | 3 960 |
|                                                                                               | Rachel Demers             | Parti québécois     | 12 257         | 36,1 % | -     |
|                                                                                               | Pierre Brien              | Action démocratique | 3 932          | 11,6 % | -     |
|                                                                                               | Audrey Boisvert           | Québec solidaire    | 1 537          | 4,5 %  | -     |
| Total                                                                                         | Total                     | Total               | 33 943         | 100 %  |       |
| Le taux de participation lors de l'élection était de 60,3 % et 632 bulletins ont été rejetés. |                           |                     |                |        |       |

## Lanaudière
|                                                                                               | Nom                         | Parti               | Nombre de voix | %      | Maj.  |
| --------------------------------------------------------------------------------------------- | --------------------------- | ------------------- | -------------- | ------ | ----- |
|                                                                                               | André Villeneuve            | Parti québécois     | 13 776         | 42,5 % | 5 341 |
|                                                                                               | Normand Blackburn           | Libéral             | 8 435          | 26 %   | -     |
|                                                                                               | François Benjamin (sortant) | Action démocratique | 8 358          | 25,8 % | -     |
|                                                                                               | Jocelyne Dupuis             | Québec solidaire    | 934            | 2,9 %  | -     |
|                                                                                               | Yvan Beaudry                | Vert                | 911            | 2,8 %  | -     |
| Total                                                                                         | Total                       | Total               | 32 414         | 100 %  |       |
| Le taux de participation lors de l'élection était de 60,4 % et 608 bulletins ont été rejetés. |                             |                     |                |        |       |

- Voir Bertrand dans la section Laurentides

|                                                                                               | Nom                      | Parti               | Nombre de voix | %      | Maj.  |
| --------------------------------------------------------------------------------------------- | ------------------------ | ------------------- | -------------- | ------ | ----- |
|                                                                                               | Véronique Hivon          | Parti québécois     | 14 666         | 46,1 % | 5 491 |
|                                                                                               | Christian Trudel         | Libéral             | 9 175          | 28,8 % | -     |
|                                                                                               | Pascal Beaupré (sortant) | Action démocratique | 6 185          | 19,4 % | -     |
|                                                                                               | Flavie Trudel            | Québec solidaire    | 1 549          | 4,9 %  | -     |
|                                                                                               | Pablo Lugo-Herrera       | Indépendant         | 246            | 0,8 %  | -     |
| Total                                                                                         | Total                    | Total               | 31 821         | 100 %  |       |
| Le taux de participation lors de l'élection était de 62,6 % et 715 bulletins ont été rejetés. |                          |                     |                |        |       |

|                                                                                               | Nom                    | Parti                        | Nombre de voix | %      | Maj.  |
| --------------------------------------------------------------------------------------------- | ---------------------- | ---------------------------- | -------------- | ------ | ----- |
|                                                                                               | Scott McKay            | Parti québécois              | 15 438         | 42,8 % | 4 090 |
|                                                                                               | Christian Gauthier     | Libéral                      | 11 348         | 31,4 % | -     |
|                                                                                               | Éric Laporte (sortant) | Action démocratique          | 6 938          | 19,2 % | -     |
|                                                                                               | Olivier Huard          | Québec solidaire             | 1 090          | 3 %    | -     |
|                                                                                               | Chantal Latour         | Vert                         | 940            | 2,6 %  | -     |
|                                                                                               | Fanny Bérubé           | Parti indépendantiste (2008) | 341            | 0,9 %  | -     |
| Total                                                                                         | Total                  | Total                        | 36 095         | 100 %  |       |
| Le taux de participation lors de l'élection était de 63,2 % et 666 bulletins ont été rejetés. |                        |                              |                |        |       |

|                                                                                               | Nom                          | Parti                        | Nombre de voix | %      | Maj.  |
| --------------------------------------------------------------------------------------------- | ---------------------------- | ---------------------------- | -------------- | ------ | ----- |
|                                                                                               | Guillaume Tremblay           | Parti québécois              | 18 037         | 50,7 % | 9 863 |
|                                                                                               | David Grégoire               | Libéral                      | 8 174          | 23 %   | -     |
|                                                                                               | Ginette Grandmont (sortante) | Action démocratique          | 7 466          | 21 %   | -     |
|                                                                                               | Michel Paulette              | Vert                         | 948            | 2,7 %  | -     |
|                                                                                               | Gabriel Poirier              | Québec solidaire             | 716            | 2 %    | -     |
|                                                                                               | Bertrand Lefebvre            | Parti indépendantiste (2008) | 251            | 0,7 %  | -     |
| Total                                                                                         | Total                        | Total                        | 35 592         | 100 %  |       |
| Le taux de participation lors de l'élection était de 57,1 % et 767 bulletins ont été rejetés. |                              |                              |                |        |       |

|                                                                                               | Nom                        | Parti               | Nombre de voix | %      | Maj.   |
| --------------------------------------------------------------------------------------------- | -------------------------- | ------------------- | -------------- | ------ | ------ |
|                                                                                               | François Legault (sortant) | Parti québécois     | 16 513         | 56,8 % | 10 019 |
|                                                                                               | Michel Fafard              | Libéral             | 6 494          | 22,3 % | -      |
|                                                                                               | Jean-Pierre Parrot         | Action démocratique | 4 774          | 16,4 % | -      |
|                                                                                               | François Lépine            | Québec solidaire    | 709            | 2,4 %  | -      |
|                                                                                               | J. Michel Popik            | Vert                | 595            | 2 %    | -      |
| Total                                                                                         | Total                      | Total               | 29 085         | 100 %  |        |
| Le taux de participation lors de l'élection était de 98,8 % et 461 bulletins ont été rejetés. |                            |                     |                |        |        |

|                                                                                               | Nom                              | Parti               | Nombre de voix | %      | Maj.  |
| --------------------------------------------------------------------------------------------- | -------------------------------- | ------------------- | -------------- | ------ | ----- |
|                                                                                               | Mathieu Traversy                 | Parti québécois     | 15 475         | 45,2 % | 6 061 |
|                                                                                               | Chantal Leblanc                  | Libéral             | 9 414          | 27,5 % | -     |
|                                                                                               | Jean-François Therrien (sortant) | Action démocratique | 7 381          | 21,6 % | -     |
|                                                                                               | Yoland Gilbert                   | Vert                | 1 056          | 3,1 %  | -     |
|                                                                                               | Sabrina Perreault                | Québec solidaire    | 892            | 2,6 %  | -     |
| Total                                                                                         | Total                            | Total               | 34 218         | 100 %  |       |
| Le taux de participation lors de l'élection était de 60,5 % et 680 bulletins ont été rejetés. |                                  |                     |                |        |       |

## Laurentides
|                                                                                               | Nom                      | Parti               | Nombre de voix | %      | Maj.  |
| --------------------------------------------------------------------------------------------- | ------------------------ | ------------------- | -------------- | ------ | ----- |
|                                                                                               | David Whissell (sortant) | Libéral             | 10 843         | 49,6 % | 3 490 |
|                                                                                               | John Saywell             | Parti québécois     | 7 353          | 33,6 % | -     |
|                                                                                               | Michael Perzow           | Action démocratique | 2 457          | 11,2 % | -     |
|                                                                                               | Claude Sabourin          | Vert                | 760            | 3,5 %  | -     |
|                                                                                               | Loïc Kauffeisen          | Québec solidaire    | 456            | 2,1 %  | -     |
| Total                                                                                         | Total                    | Total               | 21 869         | 100 %  |       |
| Le taux de participation lors de l'élection était de 54,2 % et 346 bulletins ont été rejetés. |                          |                     |                |        |       |

|                                                                                             | Nom                        | Parti               | Nombre de voix | %      | Maj.  |
| ------------------------------------------------------------------------------------------- | -------------------------- | ------------------- | -------------- | ------ | ----- |
|                                                                                             | Claude Cousineau (sortant) | Parti québécois     | 15 263         | 49,1 % | 4 636 |
|                                                                                             | Isabelle Lord              | Libéral             | 10 627         | 34,2 % | -     |
|                                                                                             | Diane Bellemare            | Action démocratique | 3 496          | 11,3 % | -     |
|                                                                                             | Mylène Jaccoud             | Québec solidaire    | 851            | 2,7 %  | -     |
|                                                                                             | Michelle L. Déry           | Vert                | 834            | 2,7 %  | -     |
| Total                                                                                       | Total                      | Total               | 31 071         | 100 %  |       |
| Le taux de participation lors de l'élection était de 58 % et 423 bulletins ont été rejetés. |                            |                     |                |        |       |

|                                                                                               | Nom                      | Parti               | Nombre de voix | %      | Maj.  |
| --------------------------------------------------------------------------------------------- | ------------------------ | ------------------- | -------------- | ------ | ----- |
|                                                                                               | Daniel Ratthé            | Parti québécois     | 13 989         | 40,5 % | 2 772 |
|                                                                                               | Johanne Berthiaume       | Libéral             | 11 217         | 32,5 % | -     |
|                                                                                               | Pierre Gingras (sortant) | Action démocratique | 7 571          | 21,9 % | -     |
|                                                                                               | Michel Sigouin           | Vert                | 954            | 2,8 %  | -     |
|                                                                                               | Francis Gagnon-Bergmann  | Québec solidaire    | 789            | 2,3 %  | -     |
| Total                                                                                         | Total                    | Total               | 34 520         | 100 %  |       |
| Le taux de participation lors de l'élection était de 60,9 % et 588 bulletins ont été rejetés. |                          |                     |                |        |       |

|                                                                                               | Nom                      | Parti               | Nombre de voix | %      | Maj.  |
| --------------------------------------------------------------------------------------------- | ------------------------ | ------------------- | -------------- | ------ | ----- |
|                                                                                               | Benoit Charette          | Parti québécois     | 11 961         | 43,1 % | 2 981 |
|                                                                                               | Marie-France Daoust      | Libéral             | 8 980          | 32,4 % | -     |
|                                                                                               | Lucie Leblanc (sortante) | Action démocratique | 4 986          | 18 %   | -     |
|                                                                                               | Guy Rainville            | Vert                | 1 168          | 4,2 %  | -     |
|                                                                                               | Julien Demers            | Québec solidaire    | 632            | 2,3 %  | -     |
| Total                                                                                         | Total                    | Total               | 27 727         | 100 %  |       |
| Le taux de participation lors de l'élection était de 61,2 % et 635 bulletins ont été rejetés. |                          |                     |                |        |       |

|                                                                                               | Nom                       | Parti                        | Nombre de voix | %      | Maj. |
| --------------------------------------------------------------------------------------------- | ------------------------- | ---------------------------- | -------------- | ------ | ---- |
|                                                                                               | René Gauvreau             | Parti québécois              | 11 226         | 37,6 % | 403  |
|                                                                                               | Monique Laurin            | Libéral                      | 10 823         | 36,3 % | -    |
|                                                                                               | Linda Lapointe (sortante) | Action démocratique          | 6 036          | 20,2 % | -    |
|                                                                                               | Carmen Brisebois          | Vert                         | 955            | 3,2 %  | -    |
|                                                                                               | Adam Veilleux             | Québec solidaire             | 701            | 2,3 %  | -    |
|                                                                                               | Sébastien Hotte           | Parti indépendantiste (2008) | 102            | 0,3 %  | -    |
| Total                                                                                         | Total                     | Total                        | 29 843         | 100 %  |      |
| Le taux de participation lors de l'élection était de 61,3 % et 481 bulletins ont été rejetés. |                           |                              |                |        |      |

|                                                                                             | Nom                    | Parti               | Nombre de voix | %      | Maj.  |
| ------------------------------------------------------------------------------------------- | ---------------------- | ------------------- | -------------- | ------ | ----- |
|                                                                                             | Sylvain Pagé (sortant) | Parti québécois     | 13 255         | 53,5 % | 6 078 |
|                                                                                             | Deborah Bélanger       | Libéral             | 7 177          | 29 %   | -     |
|                                                                                             | Claude Ouellette       | Action démocratique | 2 837          | 11,5 % | -     |
|                                                                                             | Luc Boisjoli           | Québec solidaire    | 755            | 3 %    | -     |
|                                                                                             | François Beauchamp     | Vert                | 752            | 3 %    | -     |
| Total                                                                                       | Total                  | Total               | 24 776         | 100 %  |       |
| Le taux de participation lors de l'élection était de 55 % et 382 bulletins ont été rejetés. |                        |                     |                |        |       |

|                                                                                               | Nom                           | Parti               | Nombre de voix | %      | Maj.  |
| --------------------------------------------------------------------------------------------- | ----------------------------- | ------------------- | -------------- | ------ | ----- |
|                                                                                               | Denise Beaudoin               | Parti québécois     | 13 700         | 47,4 % | 6 493 |
|                                                                                               | Ritha Cossette                | Libéral             | 7 207          | 24,9 % | -     |
|                                                                                               | François Desrochers (sortant) | Action démocratique | 6 522          | 22,6 % | -     |
|                                                                                               | Simon Cadieux                 | Vert                | 847            | 2,9 %  | -     |
|                                                                                               | Kim Joly                      | Québec solidaire    | 621            | 2,1 %  | -     |
| Total                                                                                         | Total                         | Total               | 28 897         | 100 %  |       |
| Le taux de participation lors de l'élection était de 58,6 % et 542 bulletins ont été rejetés. |                               |                     |                |        |       |

|                                                                                               | Nom                       | Parti               | Nombre de voix | %      | Maj.  |
| --------------------------------------------------------------------------------------------- | ------------------------- | ------------------- | -------------- | ------ | ----- |
|                                                                                               | Gilles Robert             | Parti québécois     | 14 946         | 44,3 % | 5 224 |
|                                                                                               | Jacques Gariépy           | Libéral             | 9 722          | 28,8 % | -     |
|                                                                                               | Martin Camirand (sortant) | Action démocratique | 7 057          | 20,9 % | -     |
|                                                                                               | Lise Boivin               | Québec solidaire    | 1 079          | 3,2 %  | -     |
|                                                                                               | Bernard Antoun            | Vert                | 902            | 2,7 %  | -     |
| Total                                                                                         | Total                     | Total               | 33 706         | 100 %  |       |
| Le taux de participation lors de l'élection était de 57,7 % et 649 bulletins ont été rejetés. |                           |                     |                |        |       |

- Voir Rousseau dans la section Lanaudière

## Montérégie
|                                                                                             | Nom                    | Parti               | Nombre de voix | %      | Maj.  |
| ------------------------------------------------------------------------------------------- | ---------------------- | ------------------- | -------------- | ------ | ----- |
|                                                                                             | Guy Leclair            | Parti québécois     | 12 349         | 47,2 % | 3 538 |
|                                                                                             | Louis-Charles Roy      | Libéral             | 8 811          | 33,6 % | -     |
|                                                                                             | Michael Betts          | Action démocratique | 3 311          | 12,6 % | -     |
|                                                                                             | Maxime Larue Bourdages | Québec solidaire    | 681            | 2,6 %  | -     |
|                                                                                             | Stéphanie Théorêt      | Vert                | 570            | 2,2 %  | -     |
|                                                                                             | Christian Grenon       | Indépendant         | 467            | 1,8 %  | -     |
| Total                                                                                       | Total                  | Total               | 26 189         | 100 %  |       |
| Le taux de participation lors de l'élection était de 61 % et 564 bulletins ont été rejetés. |                        |                     |                |        |       |

|                                                                                               | Nom                    | Parti                        | Nombre de voix | %      | Maj.  |
| --------------------------------------------------------------------------------------------- | ---------------------- | ---------------------------- | -------------- | ------ | ----- |
|                                                                                               | Pierre Curzi (sortant) | Parti québécois              | 13 329         | 47,7 % | 4 204 |
|                                                                                               | Jacques Charbonneau    | Libéral                      | 9 125          | 32,6 % | -     |
|                                                                                               | Jean Dion              | Action démocratique          | 3 430          | 12,3 % | -     |
|                                                                                               | Éric Noël              | Québec solidaire             | 966            | 3,5 %  | -     |
|                                                                                               | Marco Caron            | Vert                         | 904            | 3,2 %  | -     |
|                                                                                               | Michel Lepage          | Parti indépendantiste (2008) | 214            | 0,8 %  | -     |
| Total                                                                                         | Total                  | Total                        | 27 968         | 100 %  |       |
| Le taux de participation lors de l'élection était de 65,9 % et 485 bulletins ont été rejetés. |                        |                              |                |        |       |

- Voir Brome-Missisquoi dans la section Estrie

|                                                                                               | Nom                       | Parti                        | Nombre de voix | %      | Maj.  |
| --------------------------------------------------------------------------------------------- | ------------------------- | ---------------------------- | -------------- | ------ | ----- |
|                                                                                               | Bertrand St-Arnaud        | Parti québécois              | 16 049         | 40 %   | 1 564 |
|                                                                                               | Stéphanie Doyon           | Libéral                      | 14 485         | 36,1 % | -     |
|                                                                                               | Richard Merlini (sortant) | Action démocratique          | 6 455          | 16,1 % | -     |
|                                                                                               | Nicholas Lescarbeau       | Vert                         | 1 200          | 3 %    | -     |
|                                                                                               | Jocelyn Roy               | Québec solidaire             | 1 167          | 2,9 %  | -     |
|                                                                                               | Ghislain Lebel            | Parti indépendantiste (2008) | 758            | 1,9 %  | -     |
| Total                                                                                         | Total                     | Total                        | 40 114         | 100 %  |       |
| Le taux de participation lors de l'élection était de 66,6 % et 684 bulletins ont été rejetés. |                           |                              |                |        |       |

|                                                                                               | Nom                     | Parti                        | Nombre de voix | %      | Maj. |
| --------------------------------------------------------------------------------------------- | ----------------------- | ---------------------------- | -------------- | ------ | ---- |
|                                                                                               | Pierre Moreau (sortant) | Libéral                      | 13 637         | 41,5 % | 495  |
|                                                                                               | Michel Pinard           | Parti québécois              | 13 142         | 40 %   | -    |
|                                                                                               | Geneviève Tousignant    | Action démocratique          | 4 091          | 12,4 % | -    |
|                                                                                               | Johanne Côté            | Vert                         | 967            | 2,9 %  | -    |
|                                                                                               | Véronique Pronovost     | Québec solidaire             | 703            | 2,1 %  | -    |
|                                                                                               | Nicole Caron            | Parti indépendantiste (2008) | 213            | 0,6 %  | -    |
|                                                                                               | Hélène Héroux           | Marxiste-léniniste           | 114            | 0,3 %  | -    |
| Total                                                                                         | Total                   | Total                        | 32 867         | 100 %  |      |
| Le taux de participation lors de l'élection était de 58,3 % et 559 bulletins ont été rejetés. |                         |                              |                |        |      |

|                                                                                               | Nom                        | Parti               | Nombre de voix | %      | Maj.  |
| --------------------------------------------------------------------------------------------- | -------------------------- | ------------------- | -------------- | ------ | ----- |
|                                                                                               | Stéphane Billette          | Libéral             | 11 329         | 44,3 % | 4 305 |
|                                                                                               | Joan Gosselin              | Parti québécois     | 7 024          | 27,5 % | -     |
|                                                                                               | Albert De Martin (sortant) | Action démocratique | 6 431          | 25,2 % | -     |
|                                                                                               | Stéphane Thellen           | Québec solidaire    | 774            | 3 %    | -     |
| Total                                                                                         | Total                      | Total               | 25 558         | 100 %  |       |
| Le taux de participation lors de l'élection était de 57,8 % et 449 bulletins ont été rejetés. |                            |                     |                |        |       |

|                                                                                               | Nom                   | Parti               | Nombre de voix | %      | Maj.  |
| --------------------------------------------------------------------------------------------- | --------------------- | ------------------- | -------------- | ------ | ----- |
|                                                                                               | Marie Bouillé         | Parti québécois     | 11 698         | 41,3 % | 2 623 |
|                                                                                               | André Riedl (sortant) | Libéral             | 9 075          | 32 %   | -     |
|                                                                                               | Lyne Denechaud        | Action démocratique | 6 085          | 21,5 % | -     |
|                                                                                               | Guy Berger            | Vert                | 876            | 3,1 %  | -     |
|                                                                                               | André Dupuis          | Québec solidaire    | 605            | 2,1 %  | -     |
| Total                                                                                         | Total                 | Total               | 28 339         | 100 %  |       |
| Le taux de participation lors de l'élection était de 61,6 % et 556 bulletins ont été rejetés. |                       |                     |                |        |       |

|                                                                                             | Nom                        | Parti               | Nombre de voix | %      | Maj.  |
| ------------------------------------------------------------------------------------------- | -------------------------- | ------------------- | -------------- | ------ | ----- |
|                                                                                             | Étienne-Alexis Boucher     | Parti québécois     | 10 973         | 40,2 % | 2 502 |
|                                                                                             | Denis Morin                | Libéral             | 8 471          | 31 %   | -     |
|                                                                                             | Éric Charbonneau (sortant) | Action démocratique | 6 297          | 23,1 % | -     |
|                                                                                             | Pierre-Olivier Jetté       | Vert                | 914            | 3,3 %  | -     |
|                                                                                             | Colombe Landry             | Québec solidaire    | 634            | 2,3 %  | -     |
| Total                                                                                       | Total                      | Total               | 27 289         | 100 %  |       |
| Le taux de participation lors de l'élection était de 63 % et 480 bulletins ont été rejetés. |                            |                     |                |        |       |

|                                                                                               | Nom                          | Parti               | Nombre de voix | %      | Maj.   |
| --------------------------------------------------------------------------------------------- | ---------------------------- | ------------------- | -------------- | ------ | ------ |
|                                                                                               | Fatima Houda-Pepin (sortant) | Libéral             | 17 480         | 61,4 % | 10 434 |
|                                                                                               | Jocelyne Duguay-Varfalvy     | Parti québécois     | 7 046          | 24,8 % | -      |
|                                                                                               | Marc-André Beauchemin        | Action démocratique | 2 822          | 9,9 %  | -      |
|                                                                                               | Nadine Beaudoin              | Québec solidaire    | 971            | 3,4 %  | -      |
|                                                                                               | Serge Patenaude              | Marxiste-léniniste  | 131            | 0,5 %  | -      |
| Total                                                                                         | Total                        | Total               | 28 450         | 100 %  |        |
| Le taux de participation lors de l'élection était de 52,2 % et 434 bulletins ont été rejetés. |                              |                     |                |        |        |

|                                                                                               | Nom                      | Parti               | Nombre de voix | %      | Maj.  |
| --------------------------------------------------------------------------------------------- | ------------------------ | ------------------- | -------------- | ------ | ----- |
|                                                                                               | Nicole Ménard (sortante) | Libéral             | 12 823         | 49 %   | 4 048 |
|                                                                                               | Robert Pellan            | Parti québécois     | 8 775          | 33,5 % | -     |
|                                                                                               | Alain Dépatie            | Action démocratique | 2 472          | 9,4 %  | -     |
|                                                                                               | Richard Morisset         | Vert                | 1 162          | 4,4 %  | -     |
|                                                                                               | Michèle St-Denis         | Québec solidaire    | 954            | 3,6 %  | -     |
| Total                                                                                         | Total                    | Total               | 26 186         | 100 %  |       |
| Le taux de participation lors de l'élection était de 58,1 % et 387 bulletins ont été rejetés. |                          |                     |                |        |       |

|                                                                                               | Nom                             | Parti               | Nombre de voix | %      | Maj.  |
| --------------------------------------------------------------------------------------------- | ------------------------------- | ------------------- | -------------- | ------ | ----- |
|                                                                                               | François Rebello                | Parti québécois     | 16 382         | 44,8 % | 2 704 |
|                                                                                               | Marc Savard                     | Libéral             | 13 678         | 37,4 % | -     |
|                                                                                               | Monique Roy Verville (sortante) | Action démocratique | 5 178          | 14,2 % | -     |
|                                                                                               | Danielle Maire                  | Québec solidaire    | 760            | 2,1 %  | -     |
|                                                                                               | Martin McNeil                   | Indépendant         | 392            | 1,1 %  | -     |
|                                                                                               | Normand Chouinard               | Marxiste-léniniste  | 150            | 0,4 %  | -     |
| Total                                                                                         | Total                           | Total               | 36 540         | 100 %  |       |
| Le taux de participation lors de l'élection était de 63,6 % et 584 bulletins ont été rejetés. |                                 |                     |                |        |       |

|                                                                                               | Nom                            | Parti               | Nombre de voix | %      | Maj.  |
| --------------------------------------------------------------------------------------------- | ------------------------------ | ------------------- | -------------- | ------ | ----- |
|                                                                                               | Monique Richard                | Parti québécois     | 14 533         | 39,7 % | 1 414 |
|                                                                                               | Jean-Robert Grenier            | Libéral             | 13 119         | 35,9 % | -     |
|                                                                                               | Simon-Pierre Diamond (sortant) | Action démocratique | 6 750          | 18,5 % | -     |
|                                                                                               | Thomas Goyette-Levac           | Vert                | 1 097          | 3 %    | -     |
|                                                                                               | Hugo Bergeron                  | Québec solidaire    | 1 064          | 2,9 %  | -     |
| Total                                                                                         | Total                          | Total               | 36 563         | 100 %  |       |
| Le taux de participation lors de l'élection était de 71,4 % et 527 bulletins ont été rejetés. |                                |                     |                |        |       |

|                                                                                               | Nom                          | Parti                        | Nombre de voix | %      | Maj.  |
| --------------------------------------------------------------------------------------------- | ---------------------------- | ---------------------------- | -------------- | ------ | ----- |
|                                                                                               | Bernard Drainville (sortant) | Parti québécois              | 11 026         | 51,6 % | 4 841 |
|                                                                                               | Isabelle Mercille            | Libéral                      | 6 185          | 28,9 % | -     |
|                                                                                               | Roger Dagenais               | Action démocratique          | 2 369          | 11,1 % | -     |
|                                                                                               | Sébastien Robert             | Québec solidaire             | 957            | 4,5 %  | -     |
|                                                                                               | Réal Langelier               | Vert                         | 665            | 3,1 %  | -     |
|                                                                                               | Yves Ménard                  | Parti indépendantiste (2008) | 182            | 0,9 %  | -     |
| Total                                                                                         | Total                        | Total                        | 21 384         | 100 %  |       |
| Le taux de participation lors de l'élection était de 53,3 % et 388 bulletins ont été rejetés. |                              |                              |                |        |       |

- Voir Nicolet-Yamaska dans la section Centre-du-Québec

|                                                                                               | Nom                      | Parti               | Nombre de voix | %      | Maj.  |
| --------------------------------------------------------------------------------------------- | ------------------------ | ------------------- | -------------- | ------ | ----- |
|                                                                                               | Sylvain Simard (sortant) | Parti québécois     | 11 591         | 47 %   | 3 039 |
|                                                                                               | Christian Cournoyer      | Libéral             | 8 552          | 34,7 % | -     |
|                                                                                               | Patrick Fournier         | Action démocratique | 3 126          | 12,7 % | -     |
|                                                                                               | Paul Martin              | Québec solidaire    | 705            | 2,9 %  | -     |
|                                                                                               | Patrick Lamothe          | Vert                | 693            | 2,8 %  | -     |
| Total                                                                                         | Total                    | Total               | 24 667         | 100 %  |       |
| Le taux de participation lors de l'élection était de 61,8 % et 554 bulletins ont été rejetés. |                          |                     |                |        |       |

|                                                                                               | Nom                       | Parti               | Nombre de voix | %      | Maj. |
| --------------------------------------------------------------------------------------------- | ------------------------- | ------------------- | -------------- | ------ | ---- |
|                                                                                               | Émilien Pelletier         | Parti québécois     | 11 822         | 38,1 % | 213  |
|                                                                                               | Claude Corbeil            | Libéral             | 11 609         | 37,4 % | -    |
|                                                                                               | Claude L'Écuyer (sortant) | Action démocratique | 5 693          | 18,3 % | -    |
|                                                                                               | Louis-Pierre Beaudry      | Vert                | 975            | 3,1 %  | -    |
|                                                                                               | Richard Gingras           | Québec solidaire    | 956            | 3,1 %  | -    |
| Total                                                                                         | Total                     | Total               | 31 055         | 100 %  |      |
| Le taux de participation lors de l'élection était de 63,4 % et 642 bulletins ont été rejetés. |                           |                     |                |        |      |

|                                                                                             | Nom                      | Parti                        | Nombre de voix | %      | Maj. |
| ------------------------------------------------------------------------------------------- | ------------------------ | ---------------------------- | -------------- | ------ | ---- |
|                                                                                             | Dave Turcotte            | Parti québécois              | 13 534         | 39,2 % | 914  |
|                                                                                             | Jean-Pierre Paquin       | Libéral                      | 12 620         | 36,6 % | -    |
|                                                                                             | Lucille Méthé (sortante) | Action démocratique          | 6 263          | 18,1 % | -    |
|                                                                                             | Éric Beaudry             | Vert                         | 1 035          | 3 %    | -    |
|                                                                                             | Danielle Desmarais       | Québec solidaire             | 767            | 2,2 %  | -    |
|                                                                                             | Martin Rioux             | Parti indépendantiste (2008) | 189            | 0,5 %  | -    |
|                                                                                             | Guillaume Tremblay       | Indépendant                  | 118            | 0,3 %  | -    |
| Total                                                                                       | Total                    | Total                        | 34 526         | 100 %  |      |
| Le taux de participation lors de l'élection était de 62 % et 626 bulletins ont été rejetés. |                          |                              |                |        |      |

|                                                                                               | Nom                          | Parti               | Nombre de voix | %      | Maj. |
| --------------------------------------------------------------------------------------------- | ---------------------------- | ------------------- | -------------- | ------ | ---- |
|                                                                                               | François Bonnardel (sortant) | Action démocratique | 11 271         | 34,6 % | 70   |
|                                                                                               | Jean-Claude Tremblay         | Libéral             | 11 201         | 34,4 % | -    |
|                                                                                               | Jean-François Arsenault      | Parti québécois     | 8 019          | 24,6 % | -    |
|                                                                                               | Ginette Moreau               | Québec solidaire    | 1 085          | 3,3 %  | -    |
|                                                                                               | Martin Giard                 | Vert                | 789            | 2,4 %  | -    |
|                                                                                               | Lucie Piédalue               | Indépendant         | 181            | 0,6 %  | -    |
| Total                                                                                         | Total                        | Total               | 32 546         | 100 %  |      |
| Le taux de participation lors de l'élection était de 58,9 % et 513 bulletins ont été rejetés. |                              |                     |                |        |      |

|                                                                                               | Nom                         | Parti               | Nombre de voix | %      | Maj.  |
| --------------------------------------------------------------------------------------------- | --------------------------- | ------------------- | -------------- | ------ | ----- |
|                                                                                               | Lucie Charlebois (sortante) | Libéral             | 11 561         | 46,3 % | 2 332 |
|                                                                                               | Louisanne Chevrier          | Parti québécois     | 9 229          | 36,9 % | -     |
|                                                                                               | Daniel Lavigne              | Action démocratique | 2 992          | 12 %   | -     |
|                                                                                               | Denis Eperjesy              | Vert                | 736            | 2,9 %  | -     |
|                                                                                               | Jonathan Vallée-Payette     | Québec solidaire    | 459            | 1,8 %  | -     |
| Total                                                                                         | Total                       | Total               | 24 977         | 100 %  |       |
| Le taux de participation lors de l'élection était de 59,1 % et 421 bulletins ont été rejetés. |                             |                     |                |        |       |

|                                                                                               | Nom                      | Parti                        | Nombre de voix | %      | Maj.  |
| --------------------------------------------------------------------------------------------- | ------------------------ | ---------------------------- | -------------- | ------ | ----- |
|                                                                                               | Marie Malavoy (sortante) | Parti québécois              | 15 031         | 46,4 % | 4 340 |
|                                                                                               | Richard Bélisle          | Libéral                      | 10 691         | 33 %   | -     |
|                                                                                               | Karine Simard            | Action démocratique          | 3 889          | 12 %   | -     |
|                                                                                               | Manon Blanchard          | Québec solidaire             | 1 374          | 4,2 %  | -     |
|                                                                                               | Simon Bernier            | Vert                         | 1 094          | 3,4 %  | -     |
|                                                                                               | Éric Tremblay            | Parti indépendantiste (2008) | 349            | 1,1 %  | -     |
| Total                                                                                         | Total                    | Total                        | 32 428         | 100 %  |       |
| Le taux de participation lors de l'élection était de 58,6 % et 571 bulletins ont été rejetés. |                          |                              |                |        |       |

|                                                                                               | Nom                      | Parti               | Nombre de voix | %      | Maj.  |
| --------------------------------------------------------------------------------------------- | ------------------------ | ------------------- | -------------- | ------ | ----- |
|                                                                                               | Camil Bouchard (sortant) | Parti québécois     | 13 312         | 48,6 % | 4 477 |
|                                                                                               | Georges Painchaud        | Libéral             | 8 835          | 32,3 % | -     |
|                                                                                               | Jean-François Denis      | Action démocratique | 3 742          | 13,7 % | -     |
|                                                                                               | Denis Durand             | Vert                | 866            | 3,2 %  | -     |
|                                                                                               | Vincent Lagacé           | Québec solidaire    | 613            | 2,2 %  | -     |
| Total                                                                                         | Total                    | Total               | 27 368         | 100 %  |       |
| Le taux de participation lors de l'élection était de 61,5 % et 503 bulletins ont été rejetés. |                          |                     |                |        |       |

|                                                                                               | Nom                    | Parti               | Nombre de voix | %     | Maj.  |
| --------------------------------------------------------------------------------------------- | ---------------------- | ------------------- | -------------- | ----- | ----- |
|                                                                                               | Yvon Marcoux (sortant) | Libéral             | 15 827         | 54 %  | 7 026 |
|                                                                                               | Claude Turcotte        | Parti québécois     | 8 801          | 30 %  | -     |
|                                                                                               | Lucie Boudreault       | Action démocratique | 2 599          | 8,9 % | -     |
|                                                                                               | Julien Leclerc         | Vert                | 1 086          | 3,7 % | -     |
|                                                                                               | Maria Pia Chavez       | Québec solidaire    | 543            | 1,9 % | -     |
|                                                                                               | Kevin Côté             | Indépendant         | 305            | 1 %   | -     |
|                                                                                               | Gilles Paquette        | Parti république    | 140            | 0,5 % | -     |
| Total                                                                                         | Total                  | Total               | 29 301         | 100 % |       |
| Le taux de participation lors de l'élection était de 57,3 % et 466 bulletins ont été rejetés. |                        |                     |                |       |       |

|                                                                                               | Nom                         | Parti                        | Nombre de voix | %      | Maj.  |
| --------------------------------------------------------------------------------------------- | --------------------------- | ---------------------------- | -------------- | ------ | ----- |
|                                                                                               | Stéphane Bergeron (sortant) | Parti québécois              | 15 664         | 55,4 % | 9 200 |
|                                                                                               | Vincent Sabourin            | Libéral                      | 6 464          | 22,9 % | -     |
|                                                                                               | Daniel Castonguay           | Action démocratique          | 4 377          | 15,5 % | -     |
|                                                                                               | Christine Hayes             | Vert                         | 845            | 3 %    | -     |
|                                                                                               | Lynda Gadoury               | Québec solidaire             | 749            | 2,7 %  | -     |
|                                                                                               | Yvon Sylva Aubé             | Parti indépendantiste (2008) | 164            | 0,6 %  | -     |
| Total                                                                                         | Total                       | Total                        | 28 263         | 100 %  |       |
| Le taux de participation lors de l'élection était de 64,6 % et 502 bulletins ont été rejetés. |                             |                              |                |        |       |

## Centre-du-Québec
|                                                                                             | Nom                          | Parti               | Nombre de voix | %      | Maj.  |
| ------------------------------------------------------------------------------------------- | ---------------------------- | ------------------- | -------------- | ------ | ----- |
|                                                                                             | Claude Bachand               | Libéral             | 13 304         | 42,6 % | 4 510 |
|                                                                                             | Catherine Coutel             | Parti québécois     | 8 794          | 28,1 % | -     |
|                                                                                             | Jean-François Roux (sortant) | Action démocratique | 7 777          | 24,9 % | -     |
|                                                                                             | Bill Ninacs                  | Québec solidaire    | 697            | 2,2 %  | -     |
|                                                                                             | François Fillion             | Vert                | 693            | 2,2 %  | -     |
| Total                                                                                       | Total                        | Total               | 31 265         | 100 %  |       |
| Le taux de participation lors de l'élection était de 64 % et 516 bulletins ont été rejetés. |                              |                     |                |        |       |

|                                                                                               | Nom                              | Parti               | Nombre de voix | %      | Maj. |
| --------------------------------------------------------------------------------------------- | -------------------------------- | ------------------- | -------------- | ------ | ---- |
|                                                                                               | Yves-François Blanchet           | Parti québécois     | 11 581         | 34,4 % | 615  |
|                                                                                               | Jacques Sigouin                  | Libéral             | 10 966         | 32,6 % | -    |
|                                                                                               | Sébastien Schneeberger (sortant) | Action démocratique | 9 826          | 29,2 % | -    |
|                                                                                               | Luce Daneau                      | Québec solidaire    | 1 293          | 3,8 %  | -    |
| Total                                                                                         | Total                            | Total               | 33 666         | 100 %  |      |
| Le taux de participation lors de l'élection était de 59,3 % et 711 bulletins ont été rejetés. |                                  |                     |                |        |      |

- Pour Johnson voir la section sur la Montégérie
- Pour Lotbinière voir la section sur la Chaudière-Appalaches

|                                                                                               | Nom                   | Parti               | Nombre de voix | %      | Maj. |
| --------------------------------------------------------------------------------------------- | --------------------- | ------------------- | -------------- | ------ | ---- |
|                                                                                               | Jean-Martin Aussant   | Parti québécois     | 8 131          | 35,2 % | 175  |
|                                                                                               | Mario Landry          | Libéral             | 7 956          | 34,5 % | -    |
|                                                                                               | Éric Dorion (sortant) | Action démocratique | 6 044          | 26,2 % | -    |
|                                                                                               | Marianne Mathis       | Québec solidaire    | 940            | 4,1 %  | -    |
| Total                                                                                         | Total                 | Total               | 23 071         | 100 %  |      |
| Le taux de participation lors de l'élection était de 67,4 % et 438 bulletins ont été rejetés. |                       |                     |                |        |      |

|                                                                                             | Nom                      | Parti               | Nombre de voix | %      | Maj.  |
| ------------------------------------------------------------------------------------------- | ------------------------ | ------------------- | -------------- | ------ | ----- |
|                                                                                             | Yvon Vallières (sortant) | Libéral             | 11 658         | 51,5 % | 5 123 |
|                                                                                             | Martyne Prévost          | Parti québécois     | 6 535          | 28,9 % | -     |
|                                                                                             | Jean-Philippe Hamel      | Action démocratique | 3 682          | 16,3 % | -     |
|                                                                                             | Michel Reesor            | Québec solidaire    | 760            | 3,4 %  | -     |
| Total                                                                                       | Total                    | Total               | 22 635         | 100 %  |       |
| Le taux de participation lors de l'élection était de 63 % et 397 bulletins ont été rejetés. |                          |                     |                |        |       |